# Protestas en Georgia de 2024-presente
Las protestas en Georgia de 2024-presente son una ola de manifestaciones masivas en toda Georgia de corte europeísta, independentista y antirrusas contra el gobierno de Sueño Georgiano iniciadas el 28 de octubre de 2024.
Las manifestaciones estallaron tras las elecciones parlamentarias del 26 de octubre de 2024. Ese día el partido gobernante Sueño Georgiano obtuvo una clara victoria del más del 54% de los votos, según los datos oficiales. Inmediatamente surgieron denuncias de fraude; observadores electorales afirmaron haber descubierto un «esquema de fraude a gran escala» que favoreció al partido gobernante. La presidenta Salomé Zurabishvili –exmiembro de la oposición– se negó a reconocer los resultados, acusando al gobierno de usar «tácticas al estilo ruso» para torcer las elecciones. Bajo el lema de «¡No nos robaron solo el voto, nos robaron el futuro!», miles de georgianos salieron a las calles de Tiflis la noche del 28 de octubre. Luego, a fines de noviembre, las protestas crecieron aún más cuando el gobierno anunció la suspensión de las negociaciones de adhesión a la Unión Europea (UE), desencadenando enfrentamientos con la policía y barricadas frente al Parlamento.
Las manifestaciones fueron respondidas con medidas represivas que incluyeron gases lacrimógenos, gas pimienta y balas de goma, así como cañones de agua que, según los manifestantes y periodistas, estaban mezclados con productos químicos o alérgenos para disolver las protestas. Los manifestantes respondieron a la policía levantando barricadas en las carreteras creadas a partir de contenedores de basura y desechos para frenar el avance policial, y emplearon artefactos pirotécnicos, cócteles molotov, piedras y punteros láser como armas para atacar y desorientar a los agentes. La oposición ha hecho llamados a la desobediencia civil y a la huelga general.
Sueño Georgiano ha sido acusado de contratar a Titushkis –grupos violentos– para agredir a políticos opositores y a periodistas. Como contramedida, varios activistas y manifestantes han organizado «grupos de autodefensa».
El primer ministro, Irakli Kobajidze, ha dicho que no es la Policía sino los manifestantes los «responsables de la violencia sistemática» y aseguró que la oposición «recibe fondos de países extranjeros para orquestar la violencia en las calles».
La presidenta, Salomé Zurabishvili, que respalda las protestas, denunció un uso «desproporcionado de la fuerza por parte de la policía, arrestos masivos y maltratos contra los manifestantes». El Defensor del Pueblo del país, Levan Yoseliani, acusó a la Policía de «actos de tortura» contra los manifestantes tras haber visitado centros de detención, alegó que muchos detenidos presentan «graves heridas en la cabeza y en los ojos».
A la fecha del 18 de agosto de 2025, las manifestaciones han dejado más de 400 heridos, 500 detenidos, 171 policías heridos y 70 periodistas agredidos.
Los medios y el gobierno han hecho paralelismos entre las protestas y el Euromaidán, que se trató de un conjunto de protestas que sacudió a Ucrania entre los años 2013 y 2014, otra ex-república soviética cuya población, al igual que Georgia, en su mayoría buscaba acercarse a la Unión Europea, pero el gobierno de Kiev de entonces congeló los acuerdos con dicha organización y optó por una postura de acercamiento a Rusia, lo que provocó el enojo del sector europeísta y avivó las llamas de una revolución que puso fin al mandato del presidente.

## Antecedentes

### Negociaciones para una eventual adhesión de Georgia a la Unión Europea
La Unión Europea y Georgia mantienen relaciones desde 1992, tras un acuerdo entre la antigua Comunidad Europea y la recién independizada Georgia. En abril de 1996, Georgia, junto con Armenia y Azerbaiyán, firmó un Acuerdo de Asociación y Cooperación (ACC) con la Unión Europea. El 12 de enero de 2002, el Parlamento Europeo señaló que Georgia podría ingresar en la UE en el futuro. En 2006, se implementó un «Plan de Acción» de cinco años de acercamiento en el contexto de la Política Europea de Vecindad (PEV). En 2009, las relaciones entre ambos países se mejoraron aún más bajo los auspicios de la Asociación Oriental.
En marzo de 2013, el Parlamento de Georgia aprobó una resolución bipartidista en apoyo de la integración en la Unión Europea y la OTAN. La resolución fue redactada conjuntamente por los dos partidos políticos más importantes, Sueño Georgiano y Movimiento Nacional Unido, y fue votada por 96 diputados. En 2016, entró en vigor un Acuerdo de Asociación integral entre la UE y Georgia, que otorga a Georgia la posibilidad de viajar sin visado a la UE, así como el acceso a algunos sectores del Mercado Único Europeo. Tras la salida del Reino Unido de la Unión Europea, la mayoría de los acuerdos existentes entre la UE y Georgia aplicables al Reino Unido se renegociaron y acordaron en 2019 de forma bilateral con el Reino Unido. En enero de 2021, Georgia se estaba preparando para solicitar formalmente la adhesión a la UE en 2024. Sin embargo, el 3 de marzo de 2022, Georgia presentó su solicitud de adhesión antes de lo previsto, tras la invasión rusa de Ucrania. En junio de 2022, la Comisión Europea estableció la elegibilidad de Georgia para convertirse en miembro de la UE, pero aplazó la concesión del estatus oficial de candidato hasta que se cumplieran ciertas condiciones. Más tarde ese mes, el Consejo Europeo expresó su disposición a conceder a Georgia el estatus de candidato tras completar un conjunto de reformas recomendadas por la comisión. El 8 de noviembre de 2023, la Comisión Europea recomendó conceder el estatus de candidato a Georgia. El 14 de diciembre de 2023, el Consejo Europeo aprobó conceder a Georgia el estatus de candidato.

### Sueño Georgiano
El actual partido gobernante, Sueño Georgiano, surgió en diciembre de 2011 de la mano del político y multimillonario, Bidzina Ivanishvili, empezó como un movimiento que organizaba distintas actividades políticas y convocaba manifestaciones masivas contra el gobierno del expresidente Míjeil Saakashvili. Cuatro meses después, el 21 de abril de 2012, Sueño Georgiano se lanzó como partido político. Como Ivanishvili no era ciudadano georgiano en el momento de la sesión inaugural del partido, el abogado Manana Kobajidze fue elegido presidente interino y del partido.
El 21 de febrero de 2012, Ivanishvili formó una coalición parlamentaria centrada en su partido en conjunto con el  Partido Republicano de Georgia, Nuestra Georgia – Demócratas Libres y el Foro Nacional, comprometiéndose a adoptar un enfoque más pragmático con Rusia, pero manteniendo al mismo tiempo una política exterior orientada a una mayor integración con Occidente y con la OTAN.
Sueño Georgiano venció al partido gobernante Movimiento Nacional Unido en las elecciones parlamentarias de 2012, formando una coalición con otros seis partidos de oposición, consiguiendo el 54.97 % de los votos y 85 escaños en el parlamento. Desde entonces, Sueño Georgiano a gobernado de forma ininterrumpida. 
Tras la primera victoria electoral de Sueño Georgiano, su fundador Bidzina Ivanishvili se convirtió en el 10.º  Primer ministro de Georgia y desempeño el cargo desde octubre de 2012 hasta noviembre de 2013, luego del fin de su mandato afirmó que abandonaría la política; sin embargo, varias fuentes lo consideran como la eminencia gris que controla el proceso político georgiano desde las sombras. Después de "regresar" formalmente a la política en 2018 como nuevo presidente del partido gobernante, Ivanishvili volvió a afirmar que dejaba la escena política atrás en 2021, solo para protagonizar otro regreso a fines de 2023 como presidente honorario de Sueño Georgiano.
A pesar de las promesas iniciales de un mayor acercamiento con la Unión Europea por parte de Sueño Georgiano, a través de los años el partido se ha volcado cada vez más hacia una visión euroescéptica iliberal, sus críticos lo acusan de haber adoptado una política exterior antioccidental y prorrusa. Acusaciones que el partido niega reiteradamente. También ha sido acusado de soborno de votos, retroceso democrático, autoritarismo y de gobierno autocrático.

## Origen

### Elecciones parlamentarias de octubre

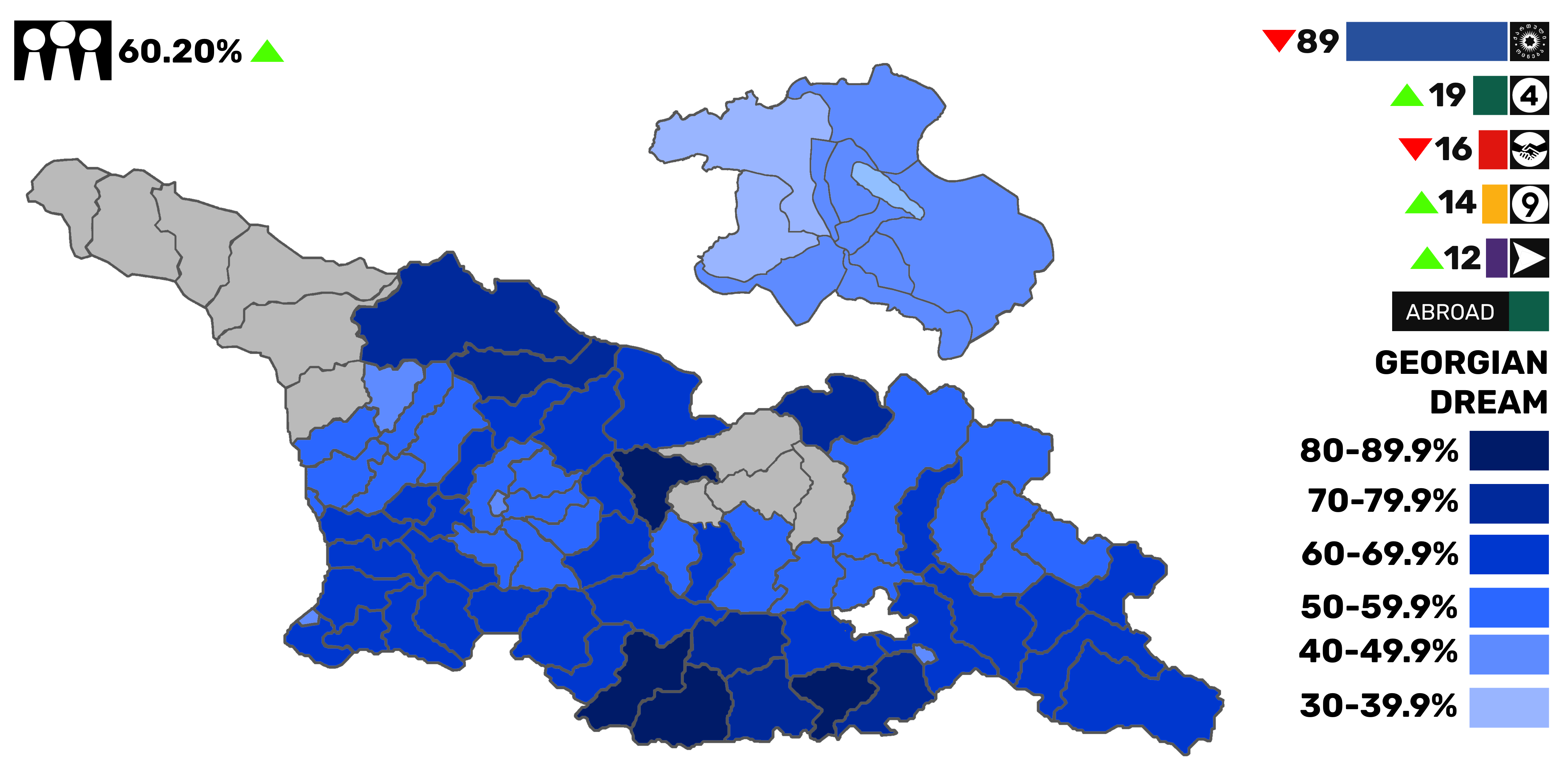
Gráfico de los resultados oficiales de las elecciones parlamentarias de 2024.

El 26 de octubre de 2024 se celebraron elecciones parlamentarias en Georgia para elegir a los 150 miembros del parlamento nacional. Según analistas, estas elecciones fueron percibidas como un referéndum sobre el alineamiento ruso o europeo del país, en medio de una «deriva antidemocrática y antioccidental» denunciada por la oposición. En estas elecciones Sueño Georgiano buscaba un cuarto mandato.
El 27 de octubre, con el 99% del escrutinio, los resultados de la Comisión Electoral Central (CEC) daban como ganador a Sueño Georgiano, quien obtuvo 89 de los 150 escaños del parlamento con el 53,92% de los votos, en segundo lugar quedaban los partidos de oposición con la combinación total de 37,77% de los votos.
La oposición no reconoció los resultados oficiales, alegando un supuesto fraude y denunció que el proceso electoral estuvo impregnado de irregularidades, denuncias que fueron apoyadas por la presidenta Salomé Zurabishvili quien criticó las elecciones y rechazó los resultados oficiales.
Los observadores electorales en Georgia han afirmado haber presenciado casos de violencia, sobornos y doble voto en las urnas, lo que sugiere un posible complot para favorecer a Sueño Georgiano. La Unión Europea y varios de sus miembros como Alemania y Francia, junto a los Estados Unidos, han pedido una investigación sobre estas acusaciones, y el embajador de la UE en Georgia, Paweł Herczyński, afirmó que «los observadores internacionales no han declarado que las elecciones sean libres y justas. Tampoco han declarado lo contrario». La Comisión Europea y el Alto Representante de la Unión para Asuntos Exteriores y Política de Seguridad, Josep Borrell, pidieron a la CEC que «investigue y resuelva de manera rápida, transparente e independiente las irregularidades electorales y las denuncias correspondientes». El presidente del Consejo Europeo, Charles Michel, afirmó que las denuncias de irregularidades «deben aclararse y abordarse seriamente». Transparencia Internacional denunció varios casos de mala conducta electoral, incluida la votación no autorizada con documentos de identidad confiscados, que en parte atribuyó a la negligencia de la CEC. Mientras tanto, otros países como Hungría, China y Turquía han felicitado a Sueño Georgiano por la victoria en las elecciones. El 30 de octubre, la Fiscalía de Georgia inició una investigación sobre las acusaciones de fraude electoral.

## Cronología

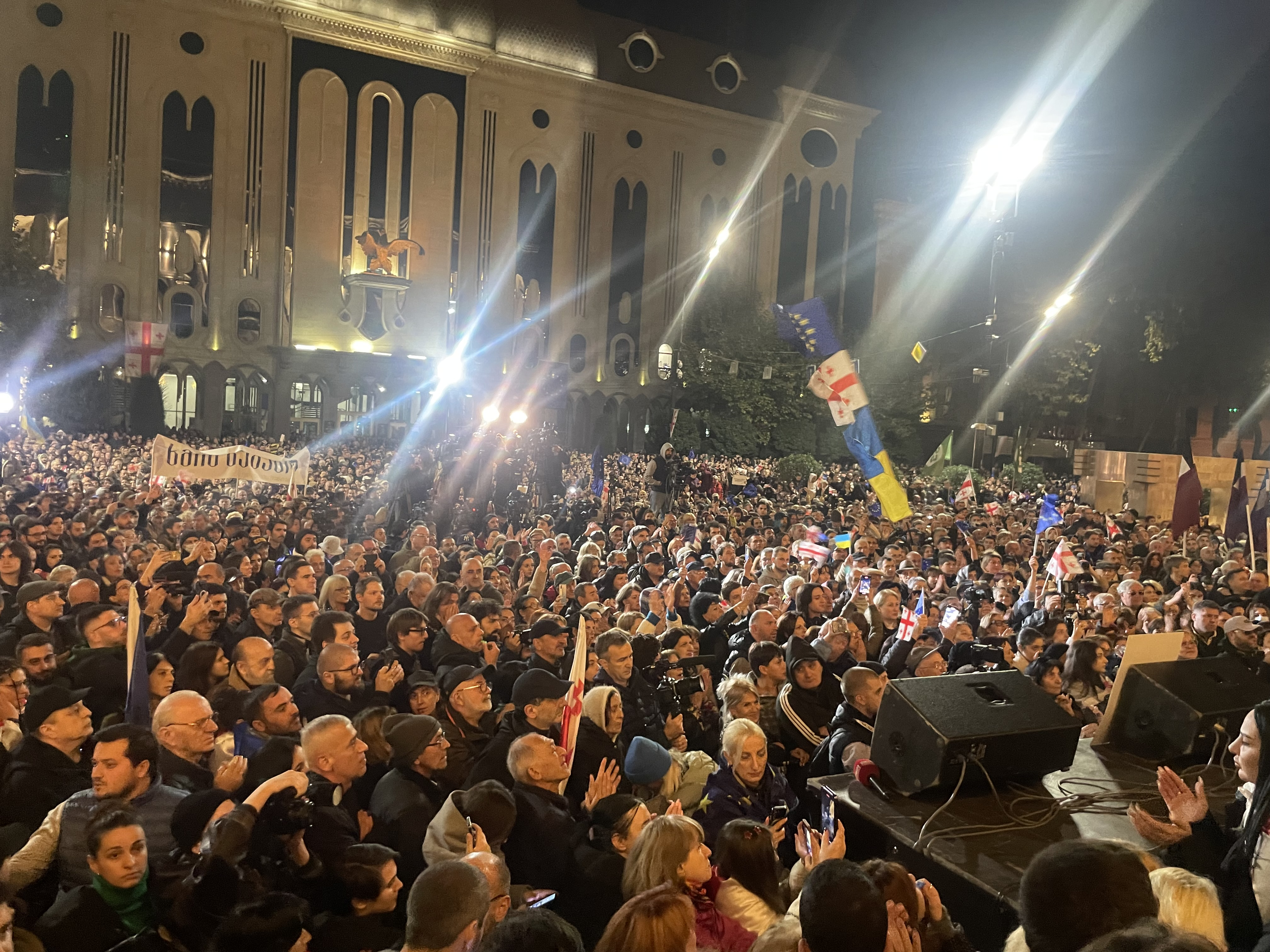
Protesta contra los resultados oficiales durante la noche del 28 de octubre.

### Primera ola

#### 28 de octubre
El 28 de octubre, miles de manifestantes se congregaron en Tiflis para protestar contra los resultados anunciados de las elecciones parlamentarias, la protesta fue apoyada por la presidenta Salomé Zurabishvili. Dirigiéndose a la multitud, Zurabishvili afirmó que el partido gobernante Sueño Georgiano empleó tácticas similares a las utilizadas en Rusia, argumentando que los resultados de las elecciones no reflejaban con precisión las intenciones de los votantes. En su discurso, la presidente Zurabishvili tranquilizó a los manifestantes diciendo: «Ustedes no han perdido las elecciones. Les han robado sus votos y han intentado robarles su futuro».

#### Noviembre

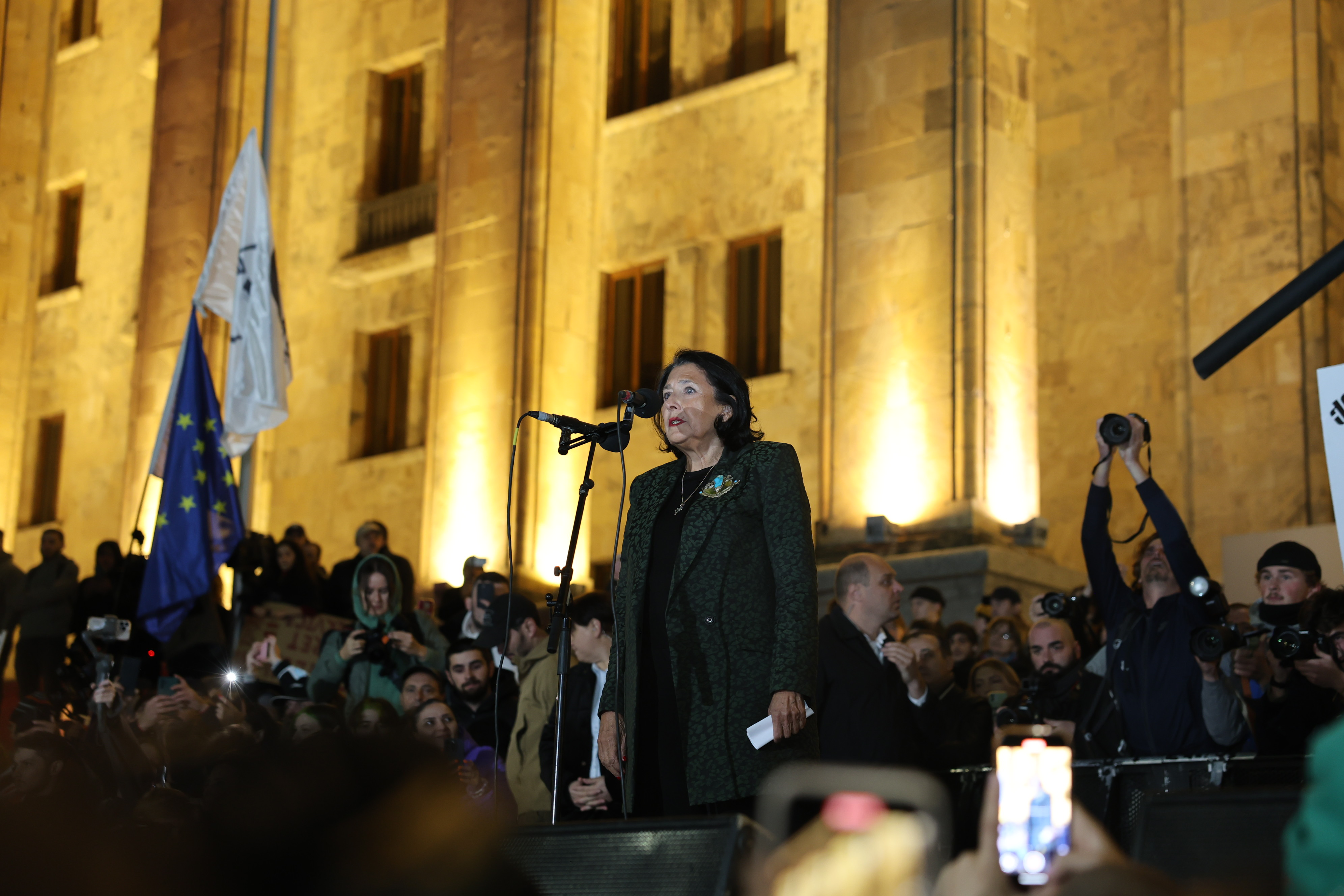
Salome Zurabishvili da un discurso en apoyo a las manifestaciones el 28 de octubre.

El 4 de noviembre, los partidos de oposición en Tiflis organizaron otra manifestación frente al Parlamento georgiano, revelando una estrategia para impugnar los resultados de las elecciones. La oposición, rechazando la legitimidad de las elecciones del 26 de octubre, afirmó que la votación se vio comprometida por un fraude generalizado, lo que provocó protestas diarias. Los líderes de la oposición anunciaron que las protestas serían diarias y se intensificarían con el tiempo e instaron a sus partidarios a reunirse en gran número en toda Tiflis para obstruir el acceso al parlamento y mantener una presión visible sobre las autoridades. El plan de acción de la oposición incluía demandas de repetición de elecciones, el no reconocimiento de la legitimidad del nuevo parlamento y el lanzamiento de un movimiento de resistencia coordinado que comenzaría en la capital y se expandiría a todo el país.
El 5 de noviembre, la oposición protestó frente a la fachada del Tribunal de Apelación de Tiflis antes de comenzar una marcha por la capital georgiana, donde el tráfico se vio obstaculizado en varias partes de la ciudad. A lo largo de la ruta, el número de manifestantes continuó creciendo.
El 12 de noviembre se realizó otra protesta frente al Parlamento, donde los ministros de relaciones exteriores de Alemania, Finlandia, Suecia, Francia, Lituania, Letonia, Estonia y Polonia pronunciaron discursos en apoyo a la oposición. Los ministros habían mantenido reuniones previas con la presidenta Zurabishvili.

El 14 de noviembre, los estudiantes de la Universidad Estatal de Batumi se declararon en huelga, acusando a la administración electoral de alinearse con Sueño Georgiano y exigieron nuevas elecciones. Después de ocupar la universidad, se enfrentaron a cortes de calefacción y electricidad, pero continuaron su protesta afuera, pidiendo apoyo a nivel nacional. Las protestas de solidaridad se extendieron a Tiflis, y se unieron estudiantes de la Universidad Estatal de Ilia, la Universidad Estatal de Tiflis, la Universidad del Cáucaso, la Universidad de Medicina y la GIPA, mientras que las universidades de Kutaisi también expresaron su apoyo.

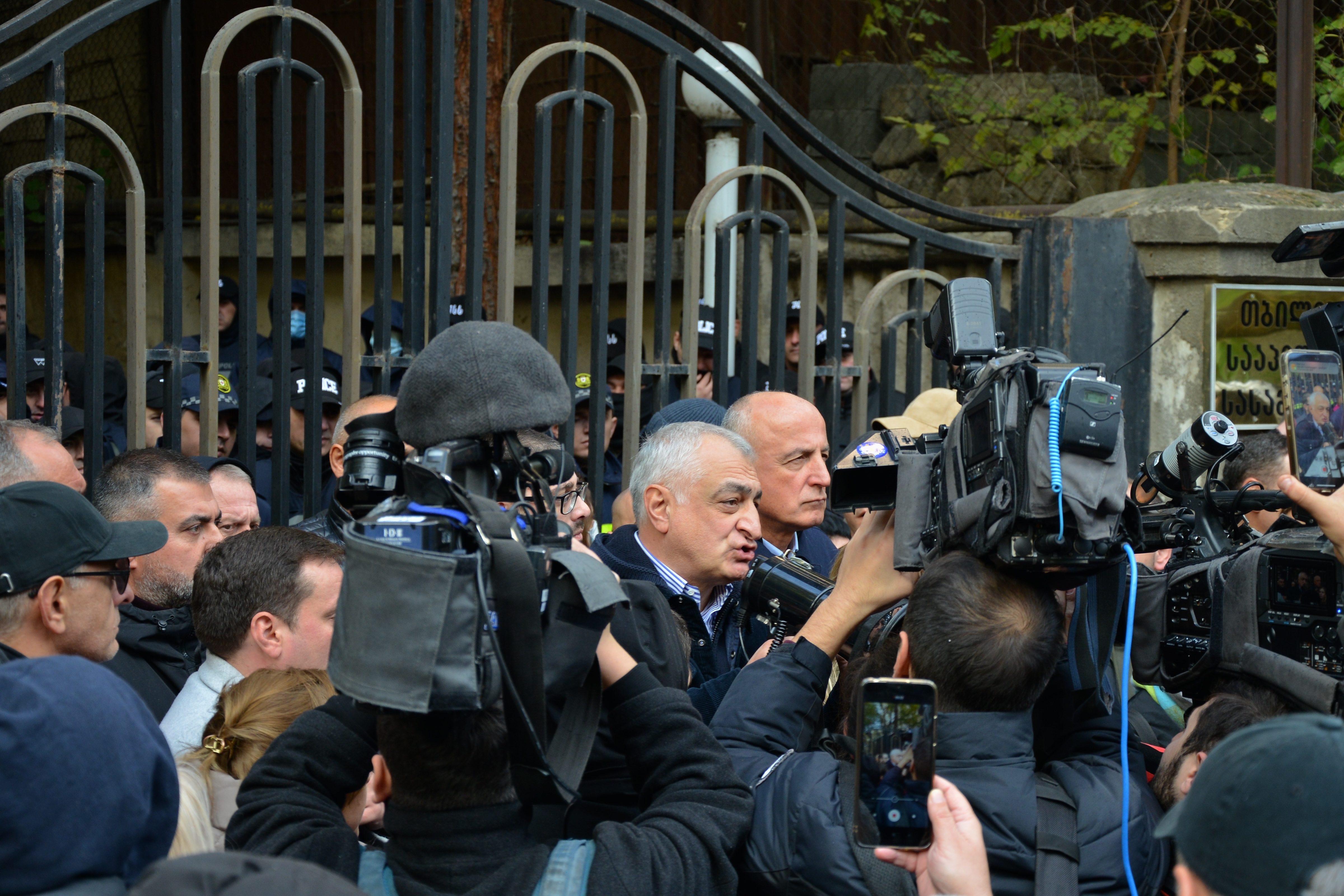
Los líderes de la oposición, Mamuka Jazaradze y Badri Yaparidze, presentes en una protesta frente al Tribunal de Apelaciones de Tiflis, donde se tramitaron casos sobre violaciones electorales, 5 de noviembre de 2024.

El 15 de noviembre, un tribunal de Tiflis desestimó 11 demandas presentadas por partidos de oposición y grupos de la sociedad civil que cuestionaban la realización de las elecciones, en las que la CEC fue la demandada. Cuando la CEC certificó oficialmente el resultado al día siguiente, su presidente Giorgi Kalandarishvili fue rociado con pintura negra por el comisionado de la CEC David Kirtadze, miembro de la coalición opositora Movimiento Nacional Unido, quien dijo que los resultados oficiales de la votación no reflejaban la «verdadera voluntad» del electorado.
El 17 de noviembre, tuvo lugar una gran manifestación frente al edificio del Parlamento, mientras que la Coalición para el Cambio inició una protesta paralela cerca de Universidad Estatal de Tiflis, en la avenida Chavchavadze. El grupo bloqueó la avenida, instaló tiendas de campaña y anunció una sentada de 24 horas. La protesta se desarrolló pacíficamente mientras los activistas levantaban tiendas de campaña y la policía se abstenía de intervenir. Por la tarde, los manifestantes de la avenida Rustaveli se unieron al grupo en la universidad.
Sin embargo, las tensiones aumentaron el 19 de noviembre, cuando la policía desmanteló por la fuerza el campamento de los manifestante al amanecer. Al menos 16 personas fueron detenidas, incluido un camarógrafo del canal de televisión opositor, Mtavari Arji. A pesar del revés inicial, los manifestantes se reagruparon y recuperaron la avenida Chavchavadze en horas de la tarde.

El 18 de noviembre, Zurabichvili, presentó una demanda ante el Tribunal Constitucional solicitando la anulación de los resultados de las elecciones. Un comunicado de su oficina declaró que los resultados electorales eran «inconstitucionales», citando violaciones de los principios de universalidad y secreto. 

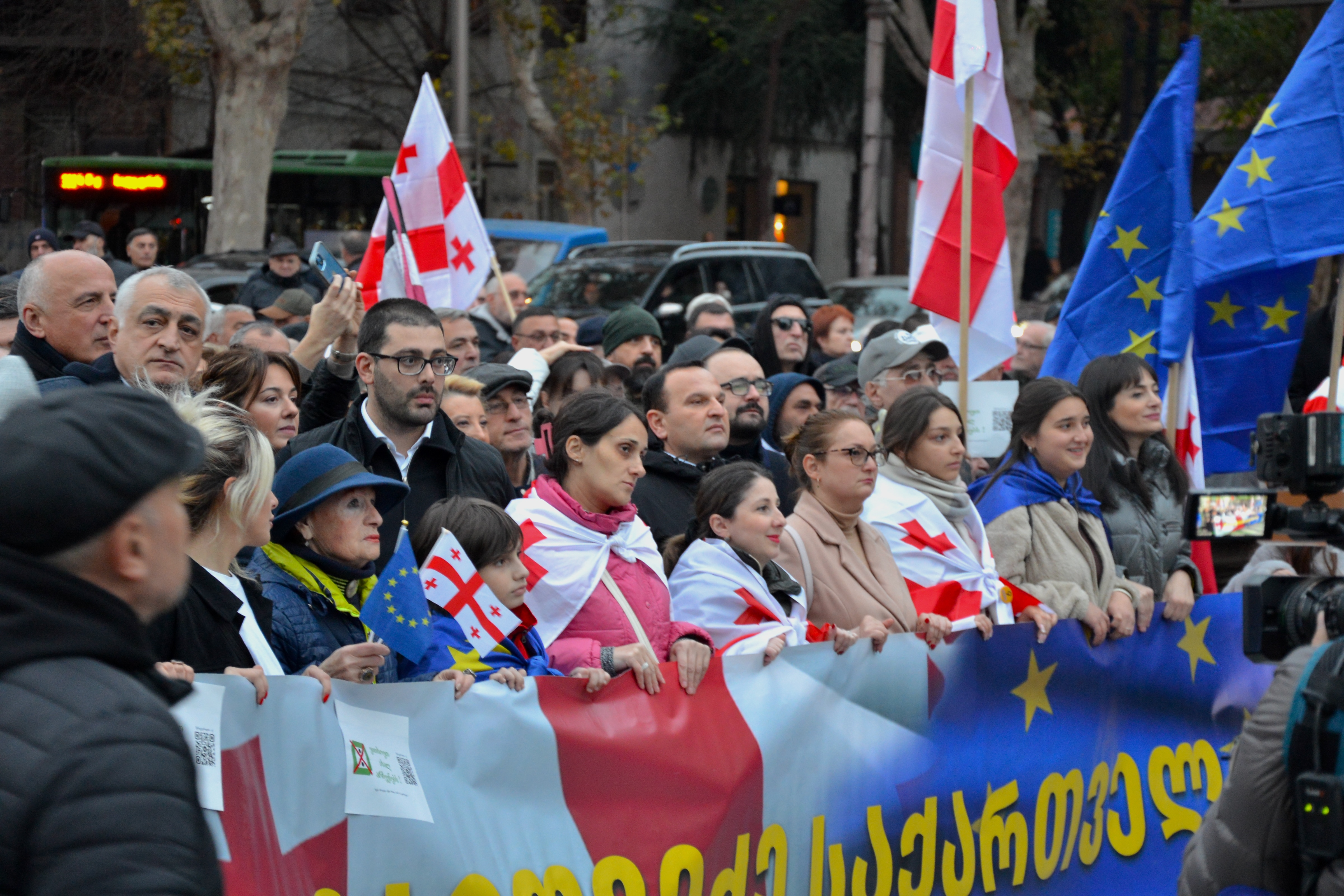
Marcha proeuropea en la avenida Rustaveli, 4 de noviembre.

Más tarde, estalló la indignación después de que la policía antidisturbios utilizara los terrenos de la Universidad Estatal de Tiflis para dispersar a manifestantes pacíficos el 19 de noviembre, lo que provocó acusaciones de que la universidad permitió la represión. Movimientos estudiantiles y profesores exigieron la renuncia del rector, acusando al TSU de traicionar los valores académicos. Aunque el Ministerio del Interior negó haber utilizado a la TSU como base, las protestas y condenas de profesores y estudiantes de toda Georgia continuaron, poniendo de relieve la supuesta falta de independencia de la TSU bajo el gobierno de Sueño Georgiano. Varios activistas y estudiantes de diferentes universidades ingresaron al campus principal del TSU como parte de la protesta en curso y comenzaron una huelga exigiendo la renuncia.
El nuevo parlamento celebró su sesión inaugural el 25 de noviembre, con solo 88 diputados de Sueño Georgiano presentes. La presidente Zurabishvili boicoteó la sesión, mientras las protestas continuaban a las afueras del parlamento. Los expertos constitucionales afirman que la autoinauguración del Parlamento sin que el presidente haya convocado la sesión viola la Constitución, cuestiona la legitimidad del Parlamento y lo califican de «apropiación del poder». Según la Constitución georgiana, es tarea del presidente convocar la sesión inaugural del Parlamento. Ella se negó a hacerlo porque rechazó los resultados electorales por considerarlos manipulados y cuestionó la legitimidad del parlamento. La presidenta Zurabishvili calificó de inconstitucional la convocatoria del parlamento, mientras que la presidente del Parlamento, Shalva Papuashvili, acusó a Zurabishvili de violar la constitución, alegando que la constitución establece que el nuevo parlamento debe ser convocado a más tardar 10 días después del anuncio oficial de los resultados por parte de la CEC.

### Segunda ola

#### Noviembre

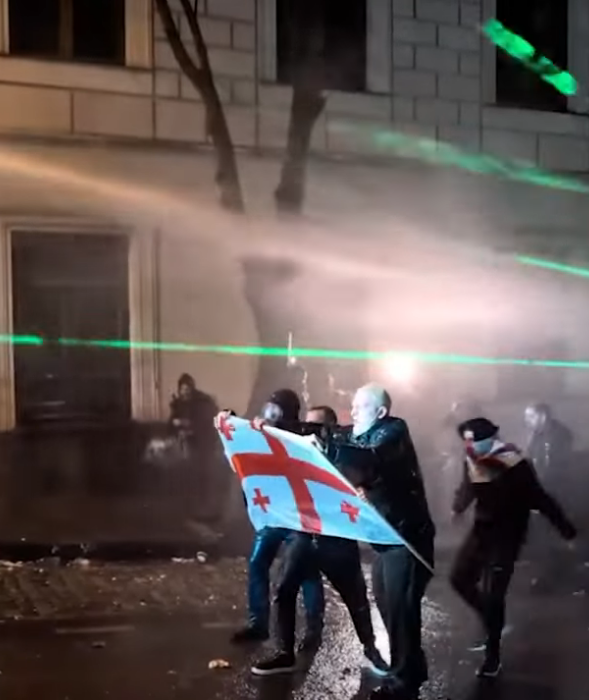
Manifestantes sostienen una bandera nacional mientras se enfrentan al agua de un camión hidrante.

El 28 de noviembre, la nueva convocatoria del Parlamento oficializó el gobierno de Irakli Kobajidze, quien realizó varios cambios en su composición. El programa oficial se titulaba Hacia una Europa de paz, dignidad y prosperidad, y el partido gobernante lo adoptó como lema durante la campaña preelectoral, haciendo hincapié en que el país debe «unirse a la Unión Europea sólo respetando las reglas georgianas, evitando involucrarse en la guerra ruso-ucraniana y preservando los valores tradicionales». Ese mismo día, el Parlamento Europeo aprobó una resolución que exige la celebración de nuevas elecciones en Georgia «bajo vigilancia internacional». También ha pedido a la Comisión Europea que imponga sanciones a los dirigentes del gobierno georgiano.
En horas de la tarde, el primer ministro Irakli Kobajidze celebró una conferencia de prensa donde anunció la suspensión unilateral de las negociaciones para la adhesión a la UE, así como el rechazo de cualquier subvención presupuestaria y préstamo de la UE hasta finales de 2028. Kobajidze dijo que la adhesión a la UE y las subvenciones han sido utilizadas como un «instrumento descarado de chantaje» por organismos de la UE como el Parlamento Europeo, citando las resoluciones adoptadas por el Parlamento Europeo en los últimos años con respecto a Georgia. Condenó «la interferencia de algunos políticos y burócratas europeos en las elecciones parlamentarias», así como sus supuestos «intentos de incitar a la revolución en Georgia». Kobajidze dijo que Georgia continuará implementando el Acuerdo de Asociación entre Georgia y la Unión Europea y retomará el tema de la apertura de las negociaciones de adhesión con la Unión Europea en 2028, después de fortalecer su economía. Horas más tarde, el presidente ruso, Vladímir Putin, elogió la medida y dijo que «admiraba el coraje y el carácter de la administración, que demostraron al defender su punto de vista». 
El Parlamento también fijó la fecha para las elecciones presidenciales el 14 de diciembre. Después de la reforma constitucional de 2017, el presidente ya no es elegido por voto popular, sino a través de un Colegio Electoral de 300 miembros, incluidos los 150 diputados, todos los representantes de los consejos supremos de las repúblicas autónomas de Abjasia y Adjara, y los órganos locales. El partido Sueño Georgiano, que cuenta con mayoría en el Colegio Electoral, postulo a Mijeíl Kavelashvili, miembro de su partido aliado, Poder Popular, para la presidencia. Zurabichvili, la última presidenta elegida por voto popular, rechazó la legitimidad del parlamento actual y ha dicho que no renunciará como presidente «hasta que se elija el parlamento legítimo que elegirá legítimamente (a un reemplazo)». Kobajidze respondió diciendo: «por supuesto, el 29 de diciembre tendrá que irse». La decisión del gobierno de Kobajidze fue considerada ampliamente inconstitucional y doscientos empleados del Banco Nacional de Georgia renunciaron a sus puestos de trabajo como forma de protesta, afirmando que la suspensión era incompatible con el artículo 78 de la Constitución.  La decisión de Sueño Georgiano trajo algunas consecuencias económicas como el desplome de las acciones de varias empresas georgianas en el resto de bolsas europeas, como GMT, TBC Bank que cayeron un 6,1% y se situó al final del FTSE 350, mientras que Bank of Georgia  había perdido un 5,7%. El dólar se encaminaba a su mayor salto diario frente al lari georgiano desde mayo, subiendo un 1,62%.
La reacción de la oposición no se hizo esperar, durante la madrugada del 29 de noviembre miles de manifestantes se agolparon frente al edificio del parlamento y tomaron las calles de Tiflis para mostrar su rechazó hacia el congelamiento de las negociaciones con la Unión Europea, los manifestantes proeuropeos cargaban banderas nacionales y de la Unión Europea. El gobierno de Kobajidze respondió a la protesta enviando a las fuerzas antidisturbios que dispararon agua y gas lacrimógeno a los protestantes, estos últimos en respuesta, levantaron barricadas en la carretera para contener a las fuerzas de seguridad y atacaron con piedras y fuegos artificiales, estos enfrentamientos se cobraron 43 manifestantes detenidos y 32 policías heridos. Las protestas se extendieron a otras ciudades como Batumi, Poti, Zugdidi y Kutaisi.
Según el Ministerio del Interior, los manifestantes «dañaron infraestructuras, prendieron fuego a objetos desconocidos en la zona, levantaron barricadas, dispararon botellas de vidrio, piedras, objetos de hierro y pirotecnia en dirección a la Policía».
Las protestas estuvieron marcadas por la violencia contra manifestantes, periodistas y policías. La periodista de RFE/RL, Tamuna Chkareuli, informó que «nunca antes había experimentado este nivel de agresión por parte de la policía». Amnistía Internacional ha afirmado que «este patrón recurrente de violencia y violaciones de los derechos humanos, bien documentado desde las protestas del año pasado, revela la estrategia del gobierno georgiano de desplegar toda la maquinaria del Estado para castigar y reprimir la disidencia». Mientras tanto, Kobajidze, ha dicho que los manifestantes, no la policía, son responsables de la «violencia sistémica». Ha calificado las protestas de «manifestaciones violentas» y ha denunciado la participación de «entidades extranjeras», incluso diciendo que las protestas están financiadas desde el extranjero.
A finales de diciembre, un desertor de alto rango del Ministerio del Interior, afirmó que las autoridades pagaron a provocadores para que lanzaran objetos a la policía antidisturbios, con el objetivo de demonizar las protestas y justificar la respuesta policial.
El 29 de diciembre, más de 100 diplomáticos georgianos firmaron una carta abierta criticando la suspensión de las conversaciones con la UE, entre ellos estaba el embajador de Georgia ante la UE, quien califico la decisión del gobierno como «desgarradora».

#### Diciembre

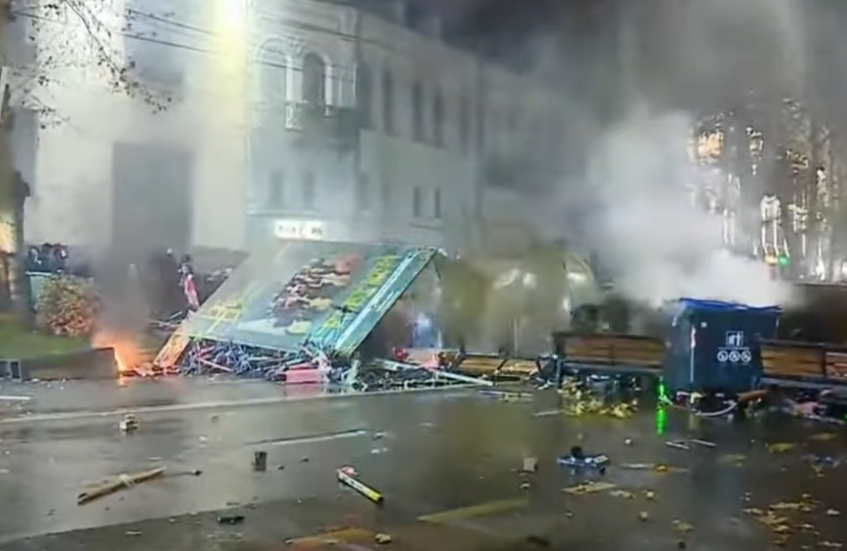
Barricada en Tiflis.

El 1 de diciembre, unas 40 000 personas se congregaron en las calles de Tiflis, los manifestantes se concentraron frente al parlamento e escribieron en sus paredes insultos contra Sueño Georgiano y mensajes como «¡Revolución!», la manifestación culminó en enfrentamientos que resultaron en varias detenciones y en un incendió dentro del parlamento que logró ser apagado a tiempo, 44 personas fueron hospitalizadas a raíz de los enfrentamientos. Esa misma noche, según informaciones de la cadena televisiva opositora, Formula TV, el embajador de Georgia ante Estados Unidos, David Zalkaliani, y el viceministro de Relaciones Exteriores, Teimuraz Janjalia, habían renunciado a sus puestos de trabajo. Otra protesta tuvo lugar frente a la sede de la Radiodifusión Pública de Georgia (GPB), acusada de actuar como herramienta de propaganda del partido gobernante, la emisora accedió a las demandas de los manifestantes de conceder tiempo en antena a la presidente Zurabishvili, algo que anteriormente le había negado. El primer ministro Kobajidze descartó la celebración de nuevas elecciones parlamentarias y afirmó que «la formación del nuevo gobierno basado en las elecciones parlamentarias del 26 de octubre se ha completado», declaraciones que alimentaron el descontento popular. La presidente Zurabishvili dijo a AFP en una entrevista exclusiva que no dimitirá hasta que se vuelvan a celebrar las disputadas elecciones parlamentarias del mes pasado.
El 2 de diciembre, el ministro del Interior informó que 224 manifestantes habían sido arrestados en los últimos días, con cargos que incluyen vandalismo menor y desobediencia a órdenes policiales legales, y que 113 agentes de policía habían resultado heridos desde el 28 de noviembre. Ese mismo día, fue detenido el líder de la oposición, Zurab Yaparidze, aunque fue puesto en libertad unas horas más tarde. Como diputado, tiene inmunidad frente a arresto y procesamiento. Su partido, la Coalición para el Cambio, afirmó que la policía lo estaba atacando. El primer ministro Kobajidze, amenazó con pedir al Tribunal Constitucional la ilegalización de los partidos opositores, acusándolos de actuar abiertamente contra el orden legal.
Para el 3 de diciembre, las manifestaciones ya se habían extendido a otras ciudades fuera de la capital como Batumi; los manifestantes de Tiflis se volvieron a reunir por sexta noche consecutiva en la avenida Rustaveli, frente al parlamento, las fuerzas de seguridad que custodiaban el edificio reprimieron a los manifestantes y estos dispararon cohetes y petardos. El ministerio del interior informó que 298 manifestantes habían sido detenidos en el marco de las protestas, 293 enfrentarán cargos administrativos mientras que otros 5 de los arrestados enfrentaran cargos penales, también se contabilizó a 143 policías heridos. La oficina del Defensor del Pueblo de Georgia, ha acusado a la policía de «actos de tortura» en contra de ciudadanos detenidos. El primer ministro confirmó los informes de que el embajador de Georgia ante Estados Unidos había renunciado, convirtiéndose en el último diplomático de alto rango en dimitir, explicó que estaba bajo una considerable presión. En un intento de calmar el descontento en las calles, Kobajidze «negó que su país haya renunciado a la UE». 

El 4 de diciembre, el gobierno llamó a los partidos de la oposición a un debate público que sería transmitido en televisión, con el objetivo de calmar la tensión causada por las protestas. Durante la noche, manifestantes volvieron a atacar la sede parlamentaria lanzando bengalas, fuegos artificiales y piedras contra el edificio, intentaron derrumbar la puerta metálica que protegía la entrada al parlamento sin éxito, los manifestantes bloquearon las avenidas adyacentes al parlamento. Ese mismo día, fuerzas de seguridad allanaron las oficinas de Juventudes del MNU, así como a las sedes de las organizaciones Droa, Girchi, Coalición por el Cambio y casas de activistas, en las redadas fueron confiscados dispositivos móviles y portátiles sin una orden de allanamiento previa. En medio de los allanamientos, se detuvo al dirigente opositor Nika Gvaramia. El CfC afirmó que «fue arrastrado hasta a un vehículo policial mientras estaba inconsciente y era golpeado». A su vez, el director del departamento de Investigaciones Criminales de la policía georgiana, Teymuraz Kupatadze, aseguró en una rueda de prensa que durante los registros «fueron requisados cócteles Molotov, máscaras anti-gas, artefactos pirotécnicos y ordenadores» que vinculan a los partidos opositores a las fuerzas más radicales de las protestas, Kupatadeze reveló que se habían detenidos a 13 organizadores de las protestas. La oposición calificó los allanamientos como una «escalada significativa de la represión y la intimidación del Estado» para frenar las protestas, en respuesta a estas medidas, la oposición rechazó el llamado del gobierno a un debate televisivo y sus principales líderes se reunieron de urgencia en el hotel Courtyard, lugar cercano a las protestas, para discutir nuevas estrategias y un plan de acción conjunto, uno de los líderes del MNU, Georgui Vashadze, declaró a la prensa que «la nueva misión es llevar al país a la insubordinación total y a la huelga». Para el 4 de diciembre, el gobierno georgiano situó en 150 los policías heridos durante la primera semana de disturbios en todo el país.
 

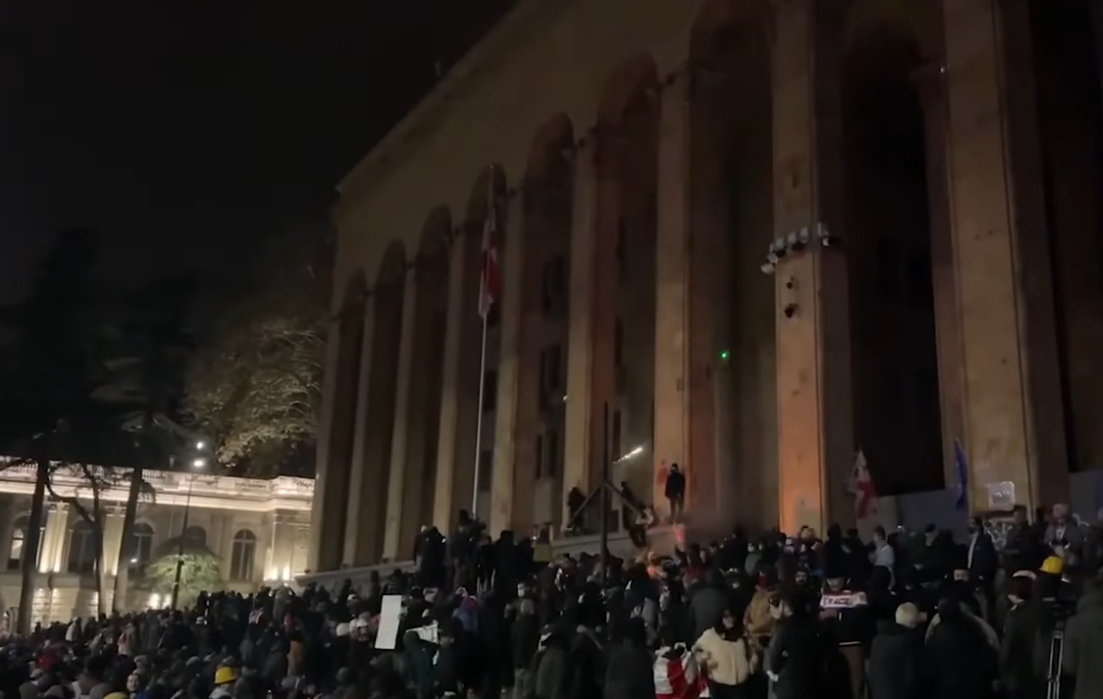
Manifestantes reunidos frente al parlamento.

El 5 de diciembre se cumplían 8 días de protestas consecutivas. Para esa fecha, las cifras de manifestantes arrestados ya ascendían a más de 400 y los heridos a más de 100, la oposición y los manifestantes han denunciado que la policía emplea cada vez tácticas más agresivas. Entre los heridos se encuentran varios periodistas que cubren las manifestaciones, quienes han denunciado ser víctimas de agresiones por parte de la policía, una de las periodistas atacadas, Guram Rogava, explicó que los ataques hacia periodistas «representan un intento de Sueño Georgiano de callar e intimidar a los medios de comunicación». La noche del 5 de diciembre, las autoridades georgianas informaron que el líder opositor, Alexandre Elisashvili, había sido detenido, estaba acusado de presuntos delitos de «persecución, uso e incitación a la violencia», convirtiéndose en el segundo líder opositor detenido en el marco de las protestas. 

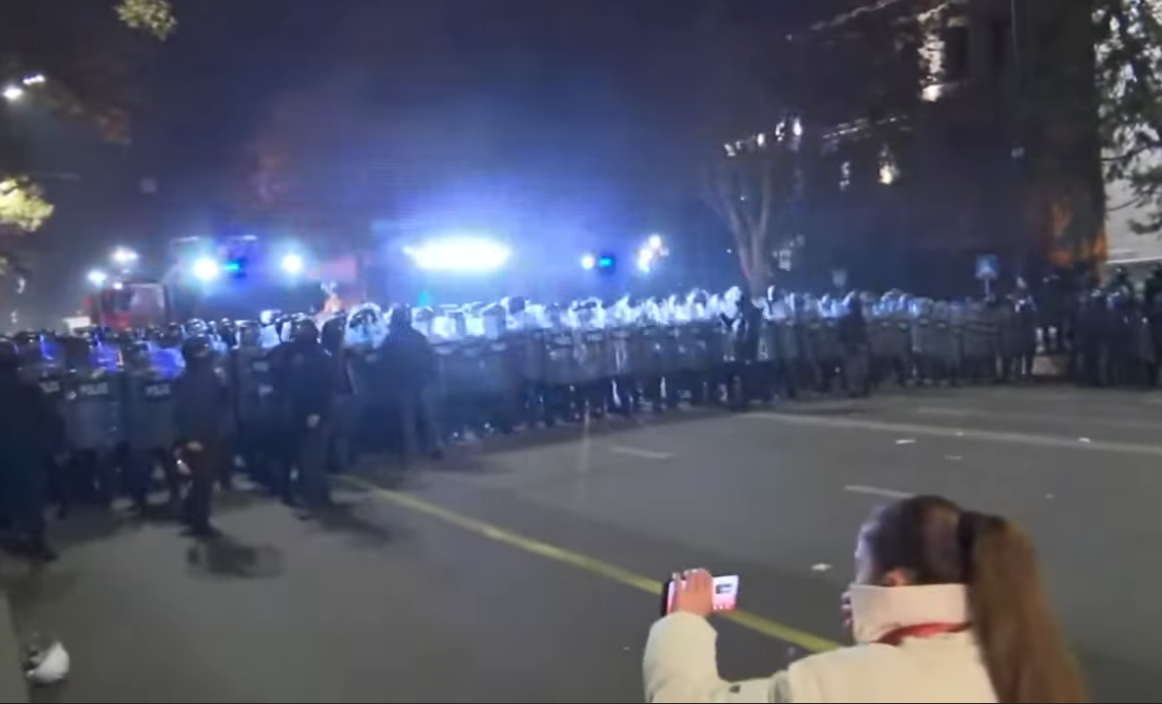
Policía antidisturbios usan la formación de falange, durante la noche del 6 de diciembre.

El 6 de diciembre, los manifestantes opositores marcharon desde la universidad estatal de Tiflis hasta la sede parlamentaria, donde una vez más se concentraron a las afueras del parlamento y cortaron con barricadas una de las principales arterías de tráfico de la ciudad, la manifestación se desarrolló de forma pacífica hasta la intervención de la policía antidisturbios, después de los enfrentamientos, grupos más pequeños bloquearon carreteras mientras eran perseguidos por la policía. En un post en X, la presidente, Salome Zurabichvili, condenó lo que calificó de «terror y represión brutal» y acusó a las fuerzas de seguridad de «graves violaciones de los derechos humanos». La manifestación iniciada el 6 de diciembre se extendió hasta el 7 de diciembre, las autoridades detuvieron a 50 manifestantes, 48 por «desacato y gamberrismo» y a dos por «organizar, dirigir y participar en acciones violentas», de estos dos últimos de ciudadanía extranjera, según informaciones de la policía. A las 22 horas de la noche, la periodista Maka Chikhladze y su compañero, ambos del canal independiente Pirveli TV, estaban reportando para su canal la manifestación nocturna, hasta que empezaron a grabar a un grupo de encapuchados vestidos de negro que estaban atacando a los manifestantes, tan pronto como los captaron con sus cámaras, estos hombres se volvieron contra ellos y atacaron a los dos, Chikhladze fue empujada violentamente contra el suelo y su compañero sufrió una lesión en el cráneo, Chikhladze acusó a Sueño Georgiano de usar a grupos violentos para violentar tanto a protestantes como a periodistas, el partido del primer ministro negó toda responsabilidad en el hecho.

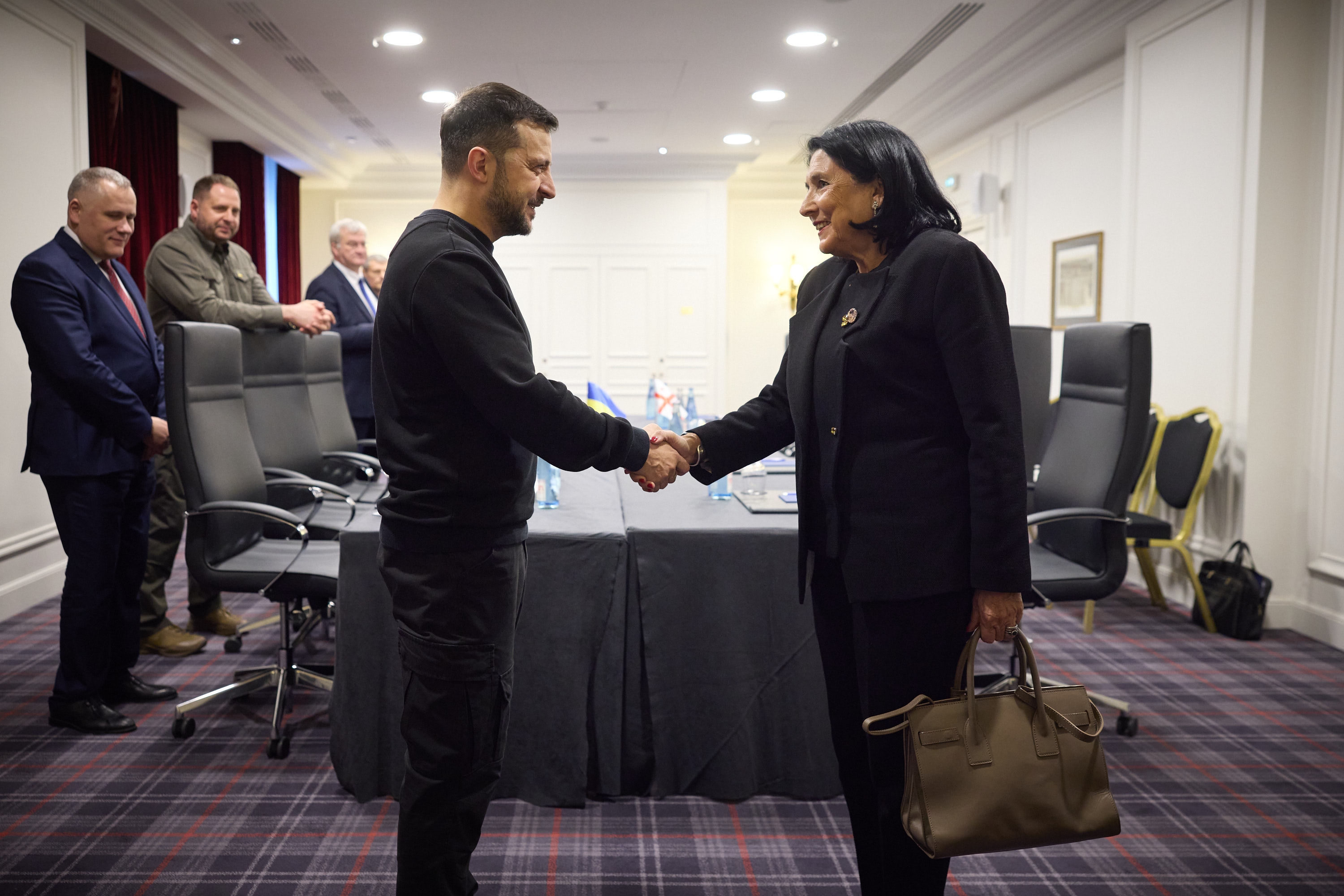
Volodímir Zelenski y Salomé Zurabichvili se estrechan la mano durante su encuentro en París, Francia.

El 8 de diciembre, las denuncias procedentes de periodistas y manifestantes de ataques de ''tetushkis'',«grupos de matones encapuchados» no hicieron más que crecer, la oposición y los agredidos acusaron a Sueño Georgiano de estar detrás de estos grupos. En respuesta a las denuncias de agresiones hacia periodistas, el gobierno de Kobajidze anunció que se prohibiría el uso de máscaras u otras formas de cubrirse el rostro en las manifestaciones mediante una nueva ley, según el primer ministro, con la intención de «frenar la violencia», argumento que los rostros cubiertos son un grave riesgo a la seguridad, ya que los agentes no pueden identificar a quienes cometen actos violento. El viceministro del Interior, Aleksandre Darakhvelidze, informó que desde el 28 de noviembre el número de policías heridos se había elevado a 150. A la par de toda esta situación, Salomé Zourabichvili se reunió con el presidente electo de Estados Unidos, Donald Trump, y el presidente francés, Emmanuel Macron, en París. Ella compartió detalles de la reunión en X, destacando una «discusión en profundidad» sobre las elecciones amañadas y la «represión alarmante» en Georgia. Zurabichvili enfatizó la necesidad de un Estados Unidos fuerte y expresó gratitud por el apoyo de Trump, llamándolo amigo del pueblo georgiano. Zurabichvili también se reunió con Elon Musk, quien había sido designado por Trump para dirigir el nuevo Departamento de Eficiencia Gubernamental. Ella describió el intercambio como excelente y expresó su expectativa por la visita de Musk a Georgia. Durante su estancia en París, Zurabichvili también mantuvo conversaciones con la primera ministra italiana, Giorgia Meloni, y con el presidente ucraniano, Volodymyr Zelenskyy, sobre la situación actual en Georgia.
El 9 de diciembre, los manifestantes quemaron un ataúd que contenía una imagen de Bidzina Ivanishvili frente al parlamento, anteriormente ya habían quemado banderas de Sueño Georgiano y efigies de Ivanishvili.
El 13 de diciembre, a tan solo un día de las elecciones, el secretario general de Poder Popular, Guram Macharashvili, anunció la decisión de su partido de abandonar la mayoría parlamentaría liderada por Sueño Georgiano, para pasar a la oposición y «sentar las bases de una oposición sana que se centre en el progreso del país y no en defender los intereses extranjeros». Durante la campaña electoral, Sueño Georgiano prometió depurar a la oposición prohibiendo «el UNM y sus satélites» con el fin de fomentar una «oposición sana». En una sección del parlamento, se aprobó con 85 votos a favor la revocación de la protección estatal que disfrutaba la presidente Zurabichvili, lo que implica la retirada del personal de seguridad que hasta entonces acompañaba a la mandataria en todo momento.

### Tercera ola

#### Diciembre

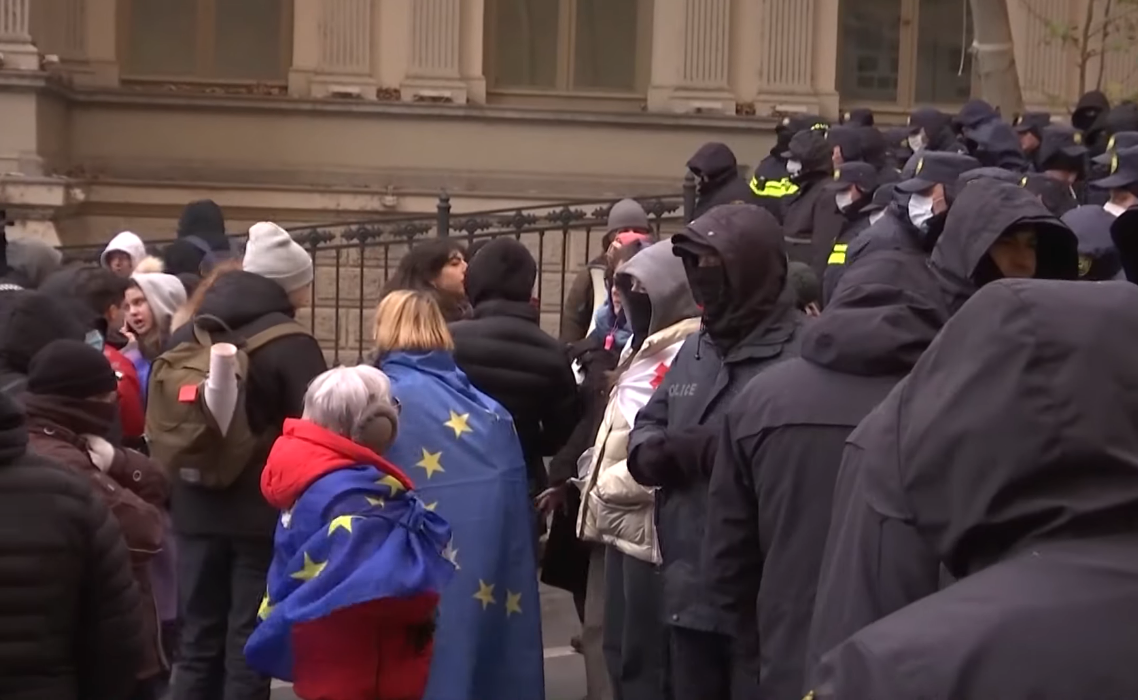
Policía de Georgia bloquea el paso a una protesta contra la elección de Kavelashvili.

El 14 de diciembre se celebraron las elecciones presidenciales para elegir al nuevo presidente que reemplace a Zurabichvili. Como resultado de una reforma constitucional aprobada en el parlamento en 2017, esta sería la primera elección en que el presidente no se elegiría por el voto popular, si no más bien sería elegido mediante un Colegio Electoral recientemente creado compuesto por 300 delegados, incluidos los 150 diputados, los 20 representantes del Consejo Supremo de la República Autónoma de Abjasia, los 21 miembros del Consejo Supremo de la República Autónoma de Adjara y 109 electores que representan a los órganos del autogobierno, asignados a los partidos en proporción al apoyo recibido en las elecciones locales.
Las coaliciones opositoras rechazaron la legitimidad de las elecciones y se negaron a participar, ningún otro candidato participó en la elección para competir contra el oficialista Míjail Kavelashvili, los 69 delegados de la oposición no se presentaron y tres miembros del Consejo Supremo de Abjasia dijeron que no votarían por Kavelashvili, lo que resultó en un total de solamente 224 electores. El anunció de los resultados fue leído por el jefe de la Comisión Electoral, Giorgi Kalandarishvili, quien indicó que el candidato de Sueño Georgiano, Mijeil Kavelashvili, había ganado la elección presidencial con un total de 224 votos, convirtiéndose así, en el presidente electo de Georgia. Fueron las primeras elecciones en la historia de Georgia en tener un solo candidato en la boleta, una reducción drástica respecto a los 65 candidatos de las últimas elecciones presidenciales de 2018.
 

Mientras la votación se desarrollaba dentro de los espacios del parlamento, fuera del hemiciclo se habían reunido cientos de manifestantes opositores para mostrar su rechazó a los comicios. Los manifestantes consideraban un ''insulto'' que el candidato de Sueño Georgiano fuera un exfutbolista profesional sin educación superior, algunos manifestantes llevaron sus diplomas universitarios para enseñarlos frente al parlamento y otros patearon balones de fútbol. Para prevenir incidentes, la policía cerró las calles adyacentes por donde los diputados accedieron al Legislativo e instalaron camiones hidrantes. Salomé Zurabichvili, acudido a la manifestación en la avenida Rustaveli, aseguro a los medios y a los manifestantes que «no hay nada, nadie eligió a nadie, no pasó nada», volvió a afirmar que no entregaría su cargo hasta que se celebren otras elecciones.

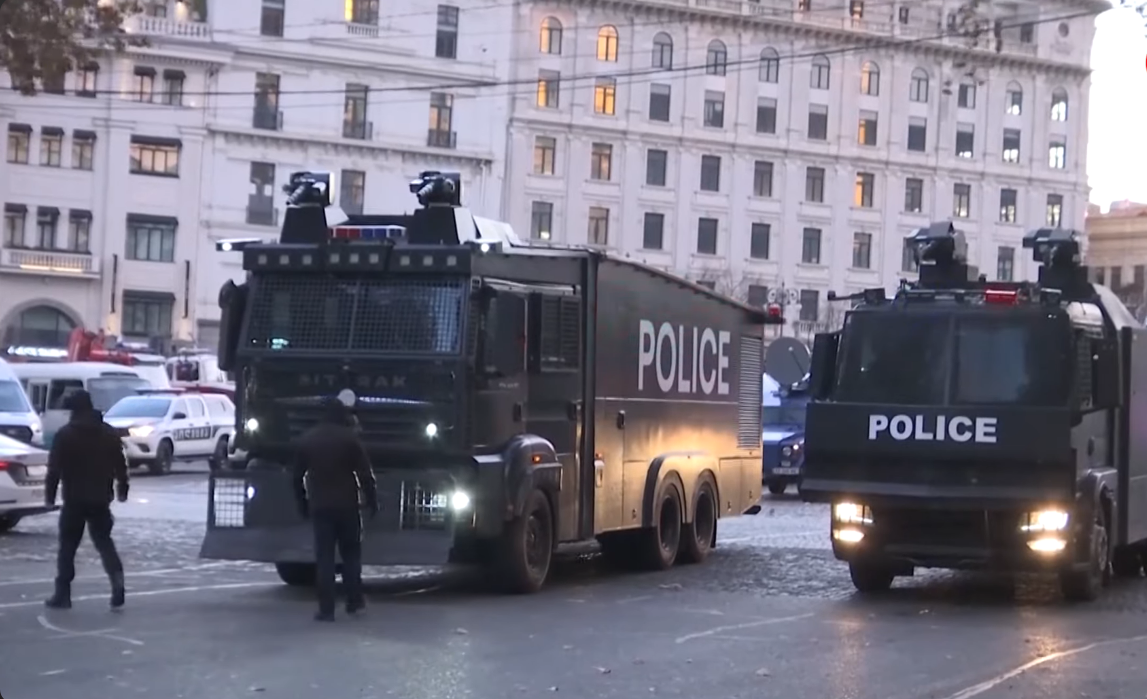
Camiones hidrantes vigilan las calles durante las elecciones presidenciales.

Las autoridades de Tiflis habían programado el encendido del árbol de Navidad de la ciudad para el 14 de diciembre, que la celebración navideña coincidiera el mismo día de las elecciones fue percibido por los manifestantes como un «insulto» y una «provocación», señalaron directamente al alcalde la ciudad, Kakha Kaladze, miembro de Sueño Georgiano. El funcionario, por su parte, decidió aplazar el acto hasta que la «oposición radical» desbloqueara los accesos a la plaza donde se iba a llevar a cabo la celebración. Este suceso fue percibido por los manifestantes como «una pequeña victoria».
El 15 de diciembre, Zurabichvili informó en X que mantuvo una reunión con el presidente del Consejo Europeo, António Costa, a quien le aseguró que «la única salida pacifica a la crisis es la convocatoria a nuevas elecciones».
El 17 de diciembre, la presidente Zurabichvili viajó a la ciudad francesa de Estrasburgo, para participar en el pleno del Parlamento de la UE para dar un discurso, en el que solicitó a la organización un mayor apoyo a las manifestaciones que exigen nuevas elecciones y ejerza presión contra el gobierno georgiano en forma de sanciones económicas para lograr «una salida pacífica a la crisis».

Europa no ha estado a la altura. Saben que los georgianos están luchando y siguen esperando que Bruselas tome medidas contundentes, y lo mismo de Washington. Europa es el mayor donante de Georgia, y el mayor mercado de Georgia. Si Europa no puede ejercer influencia sobre un país de 3,7 millones de habitantes, ¿cómo puede esperar competir con los gigantes del siglo XXI? (...) «Europa tiene que pedir unas nuevas elecciones como único camino a la paz. O hay nuevas elecciones, o acabaremos en un lugar muy distinto del actual (...) No nos vamos a comparar con Ucrania, que está luchando con valentía. Pero nosotros estamos en terreno movedizo. Luchando, no con armas, pero en las calles (...) Espero que no tengamos que esperar a que se produzca una crisis más profunda para que Europa actúe
Salomé Zurabichvili

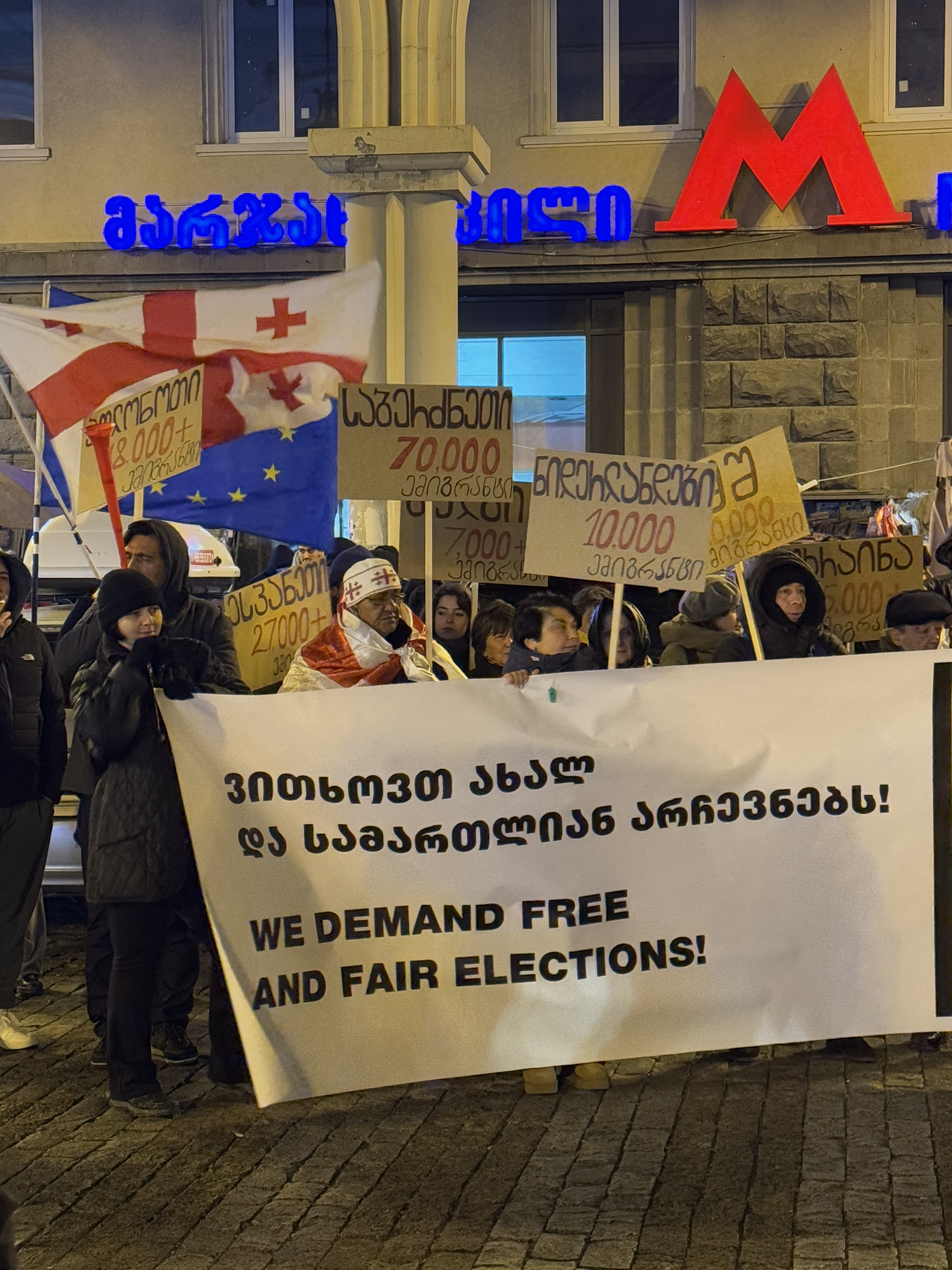
lo que decía una pancarta sostenida por manifestantes.

El 19 de diciembre, los manifestantes se volvieron a reunir en las calles de la capital por 22.º día consecutivo, rodearon al parlamento y mostraron banderas nacionales y de la UE, cantaron consignas antigubernamentales y exigieron nuevas elecciones parlamentarias, permanecieron en el lugar hasta la medianoche.
El 21 de diciembre, Zurabichvili afirmó que el informe de la Oficina de Instituciones Democráticas y Derechos Humanos (OIDDH) de la OSCE del 20 de diciembre de 2024 sobre la celebración de las elecciones del 26 de octubre de 2024 reforzaba la necesidad de celebrar nuevas elecciones. Pidió que las elecciones se celebraran «inmediatamente» y afirmó que estaba dispuesta a reunirse con Ivanishvili para discutir la organización de unas nuevas elecciones. Afirmó que encontrar una forma constitucionalmente válida de organizar una nueva elección debería ser «muy fácil» de negociar. Zurabichvili declaró que se dirigiría a los manifestantes frente al Parlamento a las 21:00 horas del 22 de diciembre.
El 22 de diciembre, Kobajidze amenazó con ordenar la detención de la presidente Zurabichvili en el caso de que se atreviese a convocar nuevas elecciones y si se niega a abandonar la residencia presidencial el 29 de diciembre.

El 25 de diciembre, los manifestantes realizaron una serie de marchas a las que apodaron «Marcha de las Mujeres», «Marcha de los Exalumnos Occidentales», «Marcha del Sector de Seguros» y «Marcha de la Unidad». Zurabichvili participó en la Marcha de las Mujeres. Los manifestantes llenaron las calles de Tiflis para exigir un cambió de gobierno, nuevas elecciones y un «futuro europeo», el movimiento ha reunido a diversos grupos de estudiantes, mujeres, profesionales de diversos campos e incluso bailarines que interpretan el Khorumi, una danza de combate tradicional georgiana. A las protestas se sumaron grupos de armenios, azeríes y otras minorías étnicas que habitan en Georgia.

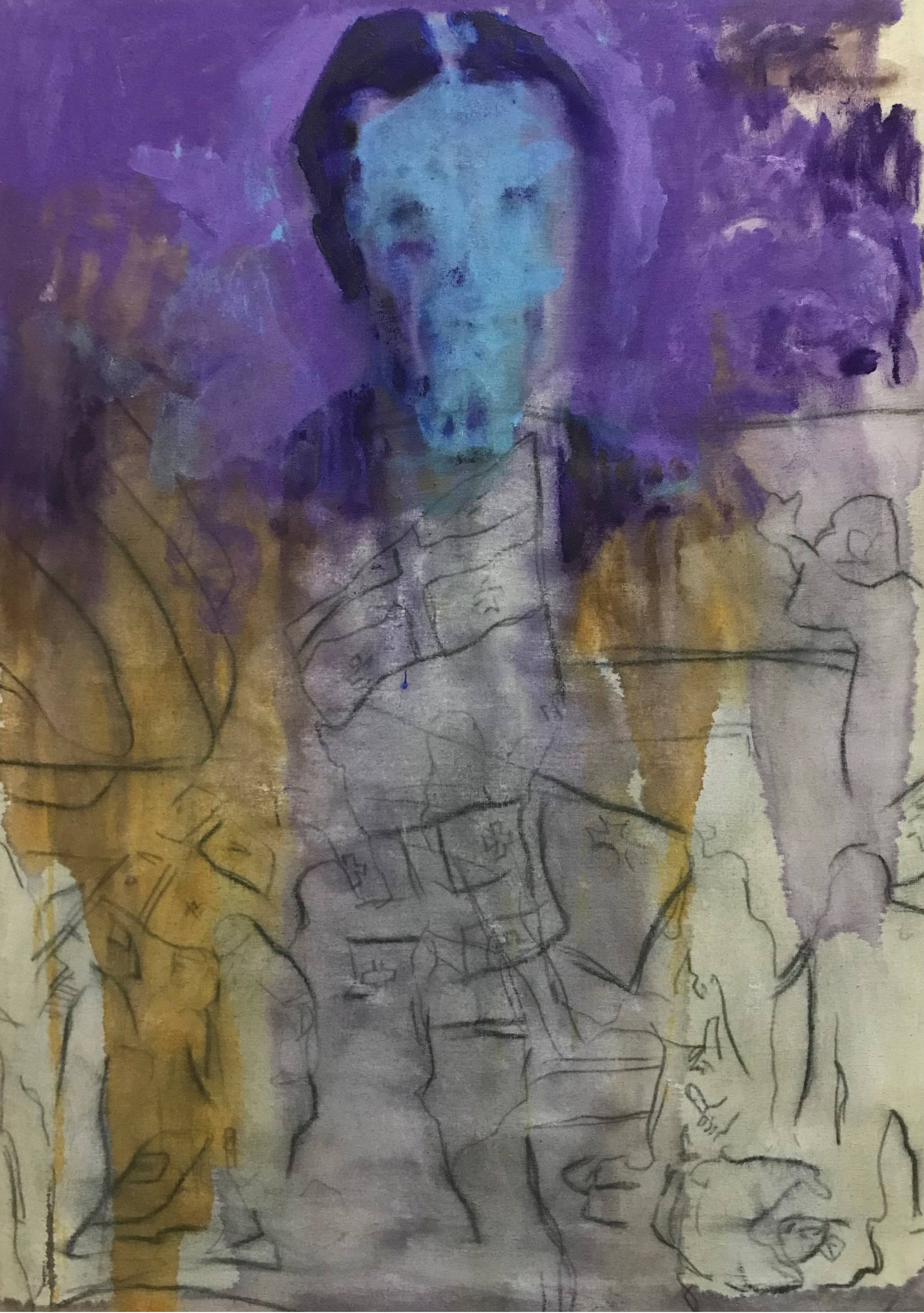
El silencio se rompe cuando la libertad está en juego obra del artista, Gela Mikava, dedicada a las protestas.

El 28 de diciembre, miles de georgianos formaron una cadena humana en Tiflis que se extendió a lo largo del Kura, río que atraviesa la capital. Los participantes de la cadena humana, algunos envueltos con banderas georgianas y de la UE, corearon periódicamente «¡Georgia es Europa!», en el puente Metekhi, ubicado en el distrito histórico de la ciudad, los manifestantes desplegaron una pancarta que exigía la liberación de todos los presos políticos, la cadena fue replicada en diversas ciudades y puntos del país. La cadena humana fue convocada y dirigida por varios líderes de la oposición como la dirigente del MNU, Tinatin Bokuchava y la presidente Zurabishvili, esta última fue recibida por los manifestantes con aplausos y gritos de «gracias, salomé!», la mandataria manifestó a la prensa que documentaba la cadena humana que ella continuaría siendo la presidente de Georgia después del 29 de diciembre, día en que expira su mandato, e impugnaría los resultados de las elecciones parlamentarias de octubre. Mientras tanto, Kaja Kaladze, ha advertido que si Zurabishvili se niega a abandonar la residencia presidencial sería acusada de apropiación de un edificio gubernamental, delito que se castiga con una pena de 3 a 15 años de prisión. La oposición, por medio del dirigente de Coalición por el Cambio, Giorgi Butikashvili, declaró que impedirán que la presidente sea desalojada de su residencia. «Iremos a proteger a Zurabishvili, y seremos muchos», afirmó a los medios. La AFP informó que la cadena medía varios kilómetros de longitud; la cadena se disolvió más tarde cuando los manifestantes se dirigieron al parlamento.
El 29 de diciembre, se produjo la toma de posesión de Kavelachvili como nuevo presidente de Georgia durante una ceremonia de investidura en el Parlamento de Tiflis que se celebró a puerta cerrada. Durante su discurso de investidura Kavelachvili hizo un llamamiento a la unión: «Nuestra historia demuestra claramente que, tras innumerables luchas por defender nuestra patria y nuestras tradiciones, la paz ha sido siempre uno de los principales objetivos y valores del pueblo georgiano». Mientras se realizaba la toma de posesión de Kavelachvili, cientos de manifestantes protestaron frente al parlamento para mostrar su oposición a su mandato, los opositores sonaron silbatos y mostraron tarjetas rojas en referencia a su carrera como jugador de fútbol, por su parte, la presidente saliente, Salomé Zurabichvili abandonó el palacio presidencial y se unió a sus partidarios, donde declaró: «soy la única presidenta legítima de Georgia (...) Nada a cambiado, esté yo o no en la residencia. Esta residencia presidencial fue un símbolo mientras estuvo en ella un presidente legítimo». Las protestas contra su investidura provocaron algunos enfrentamientos con la policías que terminaron en seis manifestantes detenidos violentamente.
El 30 de diciembre, Kavelachvili firmó sus primeros textos legislativos como presidente, donde aprobó nuevas leyes contra las protestas. Estas leyes ampliaron los poderes de detención de la policía y aumentaron las multas contra los manifestantes.
El 31 de diciembre, miles de georgianos se reunieron frente al parlamento para protestar nuevamente contra Sueño Georgiano. Los manifestantes lanzaron un acto conjunto de manifestaciones y celebraciones. Se organizó una fiesta tradicional georgiana, conocida como Supra, en la que los manifestantes compartieron comida y bebida, en un símbolo de unidad y unión. Muchos manifestantes llevaron comida para compartir y montaron una mesa festiva que se extendió por decenas de metros en la avenida Rustaveli decorada con luces navideñas en donde los opositores repartieron comida entre ellos y a los turistas internacionales que visitabana la capital, a la vez que corearon consignas para exigir nuevas elecciones, la liberación de activistas y manifestantes detenidos, Salomé Zurabishvili fue parte de la manifestación. Los manifestantes convirtieron la protesta en una festividad de año nuevo. A pesar de la prohibición sobre el uso de la pirotecnia, los protestantes recibieron el año 2025 lanzando fuegos artificiales al cielo cuando el reloj marcó las 12:00 (GMT+4). Se organizó una marcha aparte frente a la prisión de Gldani, donde se encuentran recluidos numerosos detenidos.

#### Enero

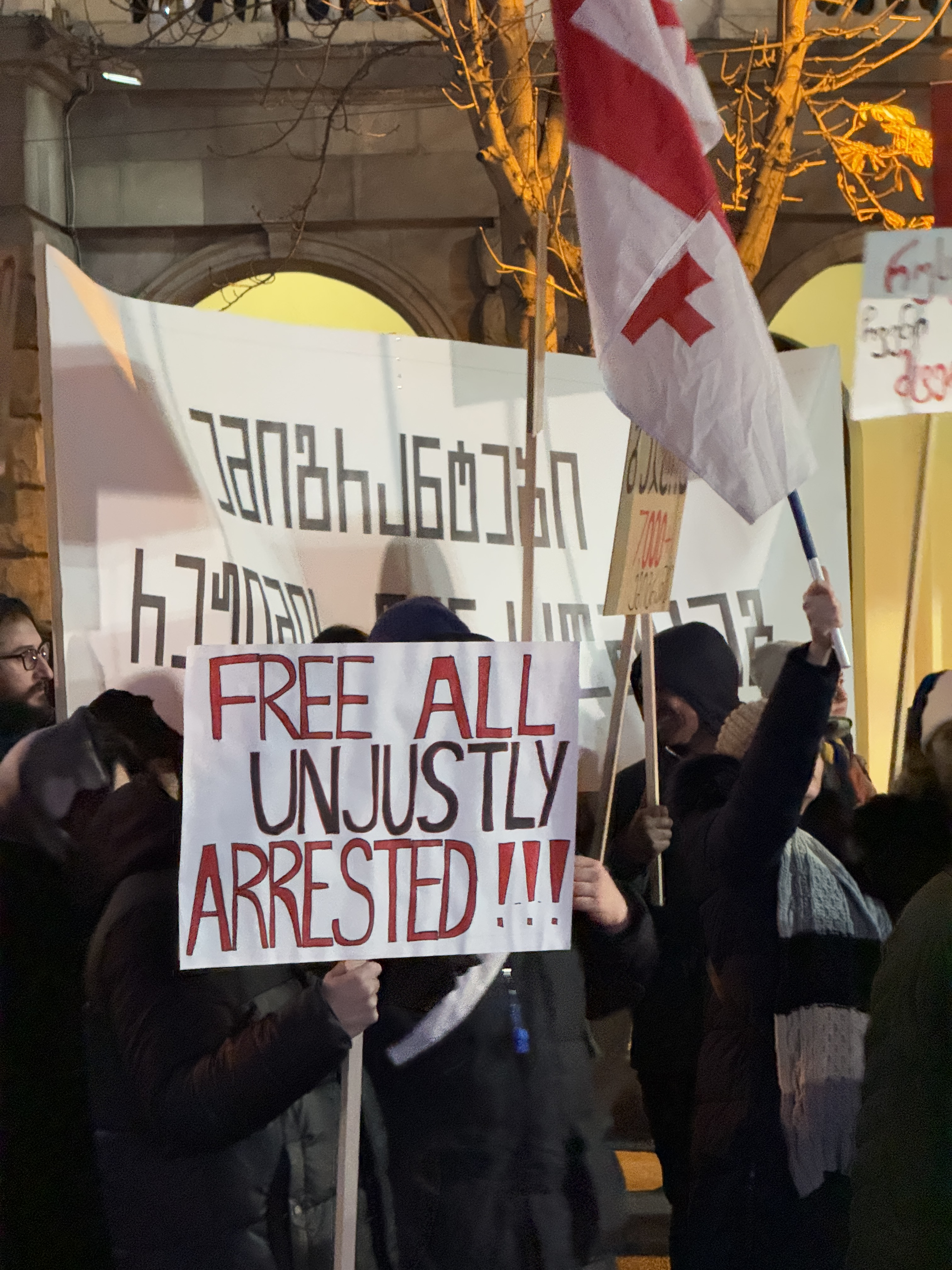
Protesta para exigir la liberación de todos los manifestantes detenidos.

El 1 de enero de 2025, los manifestantes bloquearon la avenida Rustaveli durante toda la madrugada, subrayaron que las celebraciones de año nuevo no interrumpirían las protestas nacionales. En una publicación en Facebook, en la que se refirió a las continuas protestas, la presidente, Salomé Zurabishvili, respondió a quienes esperaban que el impulso de las protestas se calmara después del Año Nuevo y señaló que habían calculado mal las reacciones internacionales y nacionales a la política de Sueño Georgiano. Calificó estos errores de juicio como ignorancia y enfatizó que no entender el carácter, la resistencia y la determinación «de su propio pueblo» es inexcusable, y afirmó: «¡Siguen en pie hoy, estarán allí mañana, no se cansarán!».
El 11 de enero, Mzia Amaglobeli, fundadora y directora de los importantes medios de comunicación Batumelebi y NetGazeti, fue detenida dos veces seguidas cuando participaba en una protesta nocturna cerca de la sede principal de la policía en Batumi. Según información proporcionada por Batumelebi, Amaglobeli fue arrestada por primera vez por haber colocado carteles que llamaban a participar en una huelga general, otras nueve activistas fueron detenidas en Batumi por motivos similares ese día, todas las mujeres detenidas, incluida Amaglobeli, fueron puestas en libertad poco después. Tras su liberación, Amaglobeli habría quedado atrapada dentro de una multitud, en ese momento «su brazo se entumeció e hizo un movimiento repentino para poder liberarse con el que golpeó sin querer a un oficial de policía», que luego fue identificado como Irakli Dgebuadze, jefe de la policía en Batumi, de inmediato fue arrestada por segunda vez. Se le acusó de atacar a un agente de policía, cargo por el que podría ser condenada de 4 a 7 años de prisión. A Amaglobeli le negaron el acceso a un abogado durante varias horas. Más tarde, le dijo a un representante de la Defensoría Pública que había sufrido maltratos por parte de la policía, incluso por el propio jefe de policía. En redes sociales se liberaron imágenes del incidente que muestran a Irakli Dgebuadze, arrastrando a Mzia Amaglobeli hasta un vehículo policial, mientras hace comentarios sexualmente degradantes.

El 13 de enero, el presidente de la Comisión de Asuntos Exteriores del Bundestag alemán, Michael Roth, estuvo presente en la 47.ª manifestación diaria en Tiflis y afirmó que eran necesarias «nuevas elecciones para un nuevo gobierno y parlamento legítimos». Dijo que, dado que los manifestantes defendían «valores europeos», calificó a Tiflis como la «verdadera capital de Europa». Durante la manifestación fueron arrestadas nueve personas en Tiflis, según afirmaciones del Ministerio del Interior. También se produjeron protestas en Batumi, donde, según datos del ministerio, fueron detenidas ocho personas. Entre las personas detenidas en Batumi se encontraban Giorgi Kirtadze y Elene Khoshtari, ambas figuras de la oposición, que sin embargo fueron rápidamente liberadas. En los Emiratos Árabes Unidos los diputados de Sueño Georgiano Irakli Zarkua, Viktor Sanikidze y Gela Samkharadze, agredieron al opositor Lasha Gabitashvili en el restaurante de un hotel en Abu Dhabi ; los vídeos que mostraban el altercado físico se difundieron rápidamente en redes sociales. Según se informa, las imágenes de la cámara de seguridad muestran a Zarkua iniciando el altercado arrojándole comida a Gabitashvili, lo que se convirtió en una pelea física en la que también participó Sanikidze. Durante el altercado, el diputado del partido gobernante Viktor Sanikidze amenazó a Gabitashvili, sugiriendo que se vengaría cuando regresaran a Tiflis. Tras su regreso a Tiflis, Gabitashvili fue atacado por tres hombres enmascarados en la calle mientras paseaba a su perro y sufrió varias lesiones físicas y una conmoción cerebral.

Protesta contra la Emisora Pública, en el cartel se puede leer: La voz de la gente está hirviendo, la Emisora Pública hace silencio“.

El 14 de enero, el ex primer ministro y líder de la coalición parlamentaria Para Georgia, Giorgi Gajaria, fue brutalmente golpeado durante un asalto perpetrado por varios hombres en el vestíbulo de un hotel en Batumi, los asaltantes le propinaron varios golpes en el rostro y en la cabeza que le ocasionaron una fractura en la nariz y varias lesiones, según el canal opositor, Mtavari-Arki, el político fue atacado por diputados de Sueño Georgiano. Tras la agresión, fue llevado de urgencia a un hospital y dado de alta por voluntad propia al poco tiempo, Gajaria afirmó que su estado de salud era estable en una publicación de Facebook. En un comunicado para la agencia de noticias Interpress, Para Georgia declaró: «Este ataque, por motivos políticos, es un intento flagrante de intimidar a la oposición y suprimir las voces disidentes». Al mismo tiempo, el Tribunal municipal de Batumi ordenó prisión preventiva para Mzia Amagloebli, rechazando la propuesta de la defensa de una fianza de 100.000 laris. Amaglobeli lleva desde entonces 37 días en huelga de hambre en protesta por lo que considera un arresto injusto. Su detención ha provocado críticas generalizadas por parte de organizaciones de medios de comunicación y grupos de derechos humanos, que la consideran un ataque a la libertad de prensa. Organismos internacionales, entre ellos la OSCE y el Consejo de Europa, han pedido su liberación inmediata, expresando preocupación por su salud y las implicaciones para la independencia de los medios de comunicación en Georgia.
El 15 de enero, la oposición georgiana llevó a cabo la primera huelga general en toda la historia de Georgia, esta paralizo todos los sectores económicos del país durante tres horas, según los organizadores de la misma, más de 350 entidades participaron en la huelga, entre las que se encontraban universidades, bancos, instituciones públicas, comercios, restaurantes y compañías turísticas. Los huelguistas demandaron la liberación de todos los manifestantes detenidos, la realización de nuevas elecciones y la restauración del diálogo con Bruselas para la fusión de Georgia con la UE. Durante la huelga, cientos de empleados tanto del sector estatal y del privado salieron a las calles para protestar, los distintos bancos del país respetaron la decisión de sus empleados de acudir a la huelga y buscaron reemplazar sus puestos rápidamente con otros empleados para no afectar los servicios. En medio de la huelga varios trabajadores fueron agredidos verbal y físicamente en las calles por tistushkis armados con porras, los hechos fueron confirmados en vídeos que circularon en redes sociales, a pesar de las agresiones de los titushki la huelga prosiguió con su curso hasta finalizadas las 3 horas. Los organizadores de la huelga responsabilizaron a Sueño Georgiano por los ataques y advirtieron que esto «es lo que le espera al país si se aísla de Europa».
El 18 de enero, los manifestantes celebraron una marcha de la desobediencia en Tiflis para desafiar las leyes que prohíben el uso de máscaras y pirotecnia en las protestas, la mayoría de participantes tenían los rostros cubiertos con pasamontañas y máscaras con el rostro de Bidzina Ivanishvili y también lanzaron fuegos artificiales. Luego de terminada la protesta, se conoció el caso de dos manifestantes, Otar Kvaratskhelia de 18 años y Rati Tkemaladze de 23 años, quienes fueron secuestrados por hombres enmascarados no identificados mientras regresaban a sus casas luego de haber participado en una protesta cerca de la estación del metro Rustaveli en Tiflis. Los manifestantes aparecieron más tarde en un centro de detención y fueron acusados de violar las normas de protesta y desobedecer órdenes policiales, a pesar de que las personas que los detuvieron vestían ropa civil y no tenían ninguna marca identificatoria.

Periodistas protestan contra la detención de Mzia Amaglobeli.

El 20 de enero, periodistas georgianos lideraron una protesta contra la detención de Mzia Amaglobeli frente a la sede del gobierno en Tiflis y otra frente a la sede de la policía en Batumi, los manifestantes calificaron la detención de Amaglobeli como unejemplo de las políticas «del régimen autoritario ruso que opera en Georgia». Ese mismo día, se hizo pública una carta de Amaglobeli en donde anunciaba que se declaraba en huelga de hambre.
En horas de la mañana del 24 de enero, las máquinas expendedoras de billetes del transporte público de Tiflis, incluidos autobuses y minibuses, fueron aparentemente hackeadas para reproducir mensajes proeuropeos y de protesta contra Sueño Georgiano. En una de esas grabaciones se escuchó el himno nacional georgiano, seguido de las palabras del primer presidente Zviad Gamsajurdia: «¡Viva la independencia de Georgia!», de su famoso discurso de 1991 en el que declaró la restauración de la independencia del país. Continuó con la emblemática declaración del difunto primer ministro Zurab Shvania en el Consejo de Europa en 1999: «Soy georgiano, por lo tanto soy europeo». La grabación incluía extractos de los discursos preelectorales de Bidzina Ivanishvili, en los que se disculpaba por la guerra de 2008 o expresaba su frustración por las dificultades para acceder a su dinero en los bancos suizos. También incluía el comentario obsceno que hizo Míjeil Kavelashvili cuando era del parlamento georgiano: «Entre ustedes [la oposición] y nosotros, quienquiera que haya actuado a favor de Rusia, que se joda», seguido del Himno de Europa y terminando con: «Gloria a Ucrania, gloria a Georgia, que se joda Rusia». Al poco tiempo las máquinas habían sido apagadas y la alcaldía de Tiflis anunció que el transporte público sería gratuito hasta que se solucione el problema, Kakha Kaladze denunció un ciberataque y el Ministerio del Interior anunció que investigaría los hechos. Anonymous se adjudicó la responsabilidad del ciberataque.

#### Febrero
El 1 de febrero, la policía georgiana allanó las casas de varios activistas políticos y de derechos humanos e incluso requisó los hogares de los fundadores del grupo de Facebook Daitove, grupo en el que se coordinan varias protestas opositoras. Fue muy sonado el caso del activista civil Isako Devide, quien fue detenido por la policía por haber desovedico a los agentes durante el allanamiento hacia su propiedad. Según información de Pirveli, a Devide le fueron confiscados cinco ordenadores portátiles, una tarjeta de memoria, un teléfono móvil, 2 000 lari en efectivo, banderas de Georgia y de la Unión Europea y una pancarta de protesta.
El 2 de febrero, la oposición convocó a una gran protesta en Tiflis que tenía como objetivo cortar el acceso a la carretera principal que comunica la capital con los puertos de Batumi y Poti, en respuesta, el gobierno realizó un fuerte despliegue policial en toda Tiflis y advirtió que la reciente enmienda legislativa permitía a la policía detener a cualquier manifestante que tratará de bloquear el tránsito, pese a las advertencias de las autoridades, cientos de personas acudieron al llamado de la oposición. Las fuerzas del orden impidieron a los opositores llevaran a cabo su propósito, aunque por momentos llegaron a ocupar dos de los cuatro carriles de la vía, otra protesta paralela se realizó en el mayor centro comercial de Tiflis. Durante la protesta se registraron numerosos casos de violencia policial contra los manifestantes y una veintena de personas fueron detenidas. Los medios de comunicación locales transmitieron en vivo imágenes que mostraban agentes con pasamontañas golpeando brutalmente a manifestantes durante su detención, entre los detenidos se encontraban Nika Melia, dirigente de Akhali, partido político miembro de Coalición para el Cambio, y Gigi Ugulava, exalcalde de Tiflis, dos destacadas figuras de la oposición. Luego de ser liberada, Nika Melia denunció a los medios de haber sido maltratada por la policía durante su arrest, Gigi Ugulava responsabilizó a Ivanishvili del «aumento de la represión». El medio de comunicación Pirveli denunció que uno de sus camarógrafos fue agredido por la policía. El ministerio del Interior informó que 31 personas habían sido detenidas durante el día. La Defensoría del Pueblo reportó que 22 personas detenidas dijeron haber recibido malos tratos. Nueve personas señalaron fuerza excesiva aplicada en su contra durante y después del arresto. Cuatro manifestantes sufrieron lesiones faciales y en la cabeza fueron trasladados desde centros de detención a hospitales donde se les diagnosticó conmoción cerebral.
El Defensor del Pueblo emitió un comunicado en el que manifestó que «los hechos de trato indebido y uso excesivo de la fuerza por parte de la Policía contra ciudadanos, periodistas y políticos, que se reflejan en las imágenes de vídeo distribuidas por fuentes públicas, son inquietantes». Kaja Kallas, jefa de la diplomacia de la UE expresó en una publicación en X que «Georgia no está a la altura de las expectativas que se pueden tener de un país candidato. La UE está con el pueblo de Georgia en su lucha por la libertad y la democracia».
El 13 de febrero, el Parlamento Europeo aprobó una resolución en la que se declara que la Unión Europea no reconoce como legítimos los resultados de las elecciones parlamentarias y presidenciales. Además, el Parlamento Europeo pidió sanciones contra altos funcionarios georgianos implicados en socavar los procesos democráticos, así como contra el oligarca Bidzina Ivanishvili.
El 17 de febrero, un grupo de 100 individuos se reunió cerca del busto del escritor Egnate Ninoshvili, en el que anunciaron que juntos fundarían el nuevo partido de izquierdas Movimiento por la Socialdemocracia, partido que busca fortalecer las protestas en curso.
El 18 de febrero, la ex presidenta, Salomé Zurabichvili, y el ex primer ministro Giorgi Gakharia fueron atacados con huevos y recibieron insultos en el Aeropuerto Internacional de Tiflis. Zurabichvili regresaba de la Conferencia de Seguridad de Múnich cuando un grupo de individuos la abordó, gritándole insultos y arrojándole huevos. El incidente fue filmado y compartido por Natia Beridze, una empleada del canal de televisión pro gubernamental "PosTV", quien previamente había advertido a Zurabichvili en las redes sociales que «usaría un impermeable» en previsión del ataque. Aunque Zurabichvili no fue alcanzada directamente, miembros de su equipo de seguridad sufrieron heridas. Un ataque similar ocurrió contra Gakharia, quien también fue recibido con abusos verbales y lanzamiento de huevos a su llegada. Ambos incidentes ocurrieron en presencia de agentes del orden, pero la policía no intervino ni se realizaron arrestos. Sueño Georgiano restó importancia a los acontecimientos, atribuyéndolos al descontento público. Sin embargo, los críticos argumentan que los ataques son parte de un patrón más amplio de intimidación política. La falta de respuesta policial ha suscitado preocupaciones sobre la aplicación selectiva de la ley y la creciente hostilidad hacia las figuras de la oposición en Georgia, lo que pone de relieve aún más la creciente polarización política del país 
Las protestas del 19 de febrero coincidieron con el cumpleaños del Bidzina Ivanishvili, los manifestantes no dejaron pasar este detalle en alto y elaboraron pancartas, carteles y muñecos que ridiculizaban a Ivanishvili. También se exhibió en las calles una colorida efigie de Zviad Kharazishvili, jefe del Departamento de Tareas Especiales del Ministerio del Interior, la agencia responsable de la policía antidisturbios. A pesar de la fuerte presencia policial y las advertencias del gobierno, los manifestantes volvieron a bloquear el tráfico de la avenida Rustaveli. En redes sociales circuló un vídeo que mostraba a Lasha Jioshvili, camarógrafo de TV Pirveli, siendo detenido por diez hombres enmascarados sin identificación en un estacionamiento subterráneo, uno de los hombres, que no llevaba mascarilla, se identificó como «un miembro de la policía» ante Tako Kheladze, un transeúnte que filmaba la detención de Jioshvili. Más tarde, TV Pirveli identificó al hombre como Zaza Nozadze, el jefe de policía de Mukhiani. En el vídeo de Kheladze, se puede escuchar a Jioshvili decir que los hombres estaban «poniendo algo» en su bolsillo, según varias personas que presenciaron el arresto, Jioshvili fue detenido por haber participado en las protestas. Tras la detención, el Ministerio del Interior confirmó que Jioshvili fue detenido por cargos administrativos por «haber desobedecido una orden légitima de la policía». Tornike Migineishvili, abogado de Jioshvili, denunció que su cliente sufrió heridas durante el arresto y que recibió presión psicológica y amenazas de sembrarle pruebas por parte de la policía. Un informe elaborado por empleados de la Defensoría Pública después de una reunión con Jioshvili, manifestaba que los hombres no se identificaron cuando detuvieron a Jioshvili, no le explicaron sus derechos, lo registraron y le impidieron contactar a su abogado y su familia.
El 25 de febrero, se conmemoró en todo el país el 104.º aniversario de la ocupación de Tiflis por parte de los Bolcheviques durante la invasión rusa a Georgia de 1921. Siete marchas diferentes, cada una con el nombre de personas distinguidas que fueron símbolos de la resistencia contra la invasión rusa de 1921, convergieron en la Plaza de los Héroes y formaron una manifestación unificada que avanzó hacia la Avenida Rustaveli en contra de lo que llamaban «la nueva ocupación rusa». Al dirigirse a la manifestación, Salomé Zurabichvili enfatizó una vez más que no hay salida a esta profunda crisis política de cuatro meses aparte de nuevas elecciones.

#### Marzo
El 17 de marzo, los estudiantes de la Universidad Nacional de Georgia (SEU), tras haber pasado 62 días en uno de los auditorios exigiendo la liberación de su compañero de clase arrestado, Irakli Miminoshvili, de 19 años, anunciaron que se trasladarían a la plaza del Parlamento para una protesta ininterrumpida.  Este último fue acusado de participar en acciones violentas junto con Zviad Tsetskhladze y otras seis personas en una manifestación a principios de diciembre.
El 17 de marzo, las autoridades atacaron cinco fondos públicos que brindaban asistencia financiera a personas multadas durante las protestas contra el gobierno o despedidas de sus trabajos debido a su activismo cívico. La Fiscalía confirmó el congelamiento de sus cuentas y anunció que está llevando a cabo una investigación por varios delitos penales, entre ellos sabotaje, asistencia a un país extranjero, organización extranjera u organización controlada por extranjeros en actividades hostiles y financiación de actividades dirigidas contra el orden constitucional y la seguridad nacional.
El 28 de marzo, oficiales del Departamento de Policía de Tiflis arrestaron a un ciudadano ruso, por presuntamente haber dañado un vehículo del Ministerio del Interior y luego escapar de la escena portando una máscara, de ser hallado culpable el acusado se enfrenta a una condena de 3 años de prisión. Según el medio independiente RusNews, este es el noveno ciudadano ruso arrestado desde el inicio de las manifestaciones. En diciembre de 2024 el gobierno ruso dijo que no tenía información sobre los ciudadanos rusos arrestados en Georgia, pero afirmó que «habían violado obviamente la ley georgiana al atacar agentes del orden».
El 31 de marzo, en medio del 34.º aniversario del referéndum sobre la restauración de la independencia de Georgia, se celebró en Tiflis una protesta masiva liderada por organizaciones civiles y grupos de oposición. La expresidenta, Salomé Zurabichvili, anunció a los reunidos la creación de una «plataforma de Resistencia» que contaría con la participación de todos los partidos proeuropeos. El principio fundamental de la plataforma sería que esté abierta a todos los partidos y grupos proeuropeos que «estén dispuestos a dejar sus incompatibilidades de lado», dijo, añadiendo que estas fuerzas deberían compartir los dos lemas principales de la protesta, incluido que «se deben convocar nuevas elecciones justas» y que «los presos de conciencia deben ser liberados».

#### Abril

Marcha opositora en abril de 2025.

El 2 de abril, los familiares de los manifestantes detenidos anunciaron la creación de un nuevo movimiento de resistencia: Por la Libertad de los Presos de Conciencia. En una declaración conjunta, describieron su plan de realizar una vigilia cerca del Parlamento el 8 de abril. Instaron a los partidos políticos a unirse en torno a tres demandas clave: nuevas elecciones, la liberación de los "presos políticos y de conciencia" y el boicot de las próximas elecciones locales. La declaración también incluyó un llamado a la UE para que actúe contra lo que llamaron un «régimen ilegítimo respaldado por Rusia» e imponga estrictas sanciones financieras al patrón del partido Sueño Georgiano, el oligarca Bidzina Ivanishvili, sus socios comerciales, miembros de su familia y funcionarios del gobierno acusados de corrupción y represión sistémica. Además, hicieron un llamamiento a la Iglesia Ortodoxa Georgiana para que desempeñe un papel unificador durante lo que describieron como un momento crítico para el país. También pidieron a las empresas que dejen de financiar a Sueño Georgiano e instaron a los estudiantes a participar más activamente en las protestas en curso.

Manifestación en apoyo a la periodista detenida Mzia Amaglobeli.

El 9 de abril, durante el Día de la Unidad Nacional, los familiares de los manifestantes detenidos organizaron una protesta de 24 horas en el monumento dedicado a las víctimas de la represión soviética durante las manifestaciones proindependencia de 1989 ubicado en la calle Rustaveli. Los familiares y los ciudadanos que los acompañaron impidieron que representantes de Sueño Georgiano se acercaran al monumento para depositar flores en honor a las víctimas del 9 de abril, en cambio, si permitieron la entrada de los embajadores de Polonia y Estados Unidos al monumento. 
El 10 de abril, nació el movimiento político ”Saturli - Poder de la nueva generación”, fundado por jóvenes activistas participantes de las protestas y miembros de la organización “12th Floor”. En una conferencia de prensa, Vado Machavariani, uno de los representantes, enfatizó la «necesidad urgente de acción y progreso a través de hechos tangibles».
El 19 de abril, manifestantes georgianos celebraron la víspera de Pascua en Tiflis con una marcha exigiendo la liberación de los manifestantes y activistas detenidos. La protesta comenzó durante la madrugada del 18 de abril, con Zurab Tsetskhladze, padre de Zviad Tsetskhladze, el fundador de Dapioni, grupo que organiza protestas y que fue detenido en medio de las redadas policiales contra la oposición acontecidas en diciembre de 2024. Zurab lidero la marcha que inició en la Plaza de los Héroes y terminó en la avenida Rustaveli. Dos manifestantes fueron detenidos ese día.

#### Mayo
El 5 de mayo, activistas opositores organizaron una marcha durante el día 158 de protestas a la que apodaron «Marcha de la Unidad», inicialmente se reunieron cerca de la estación de metro Isani y luego caminaron hacia el Ministerio del Interior en el distrito. Llevaban fotos de los detenidos durante las protestas, así como retratos de altos funcionarios de la policía georgiana involucrados en la represión de las protestas. Algunas personas mostraron su apoyo a los manifestantes ondeando banderas desde sus ventanas o balcones.
El 9 de mayo, miles de georgianos salieron a las calles para celebrar el Día de Europa en un acto convocado por la expresidenta Salomé Zurabichvili y apoyado por la oposición. Grandes marchas tuvieron lugar en las calles céntricas de Tiflis con destino a la plaza de Europa, los asistentes marcharon al grito de consignas contra Sueño Georgiano y en favor de la unidad europea. A su vez, los dirigentes del partido gobernante asistieron a una reunión de veteranos georgianos de la Segunda Guerra Mundial, Irakli Kobajidze aseguró que su país no ha abandonado el camino hacia la UE.
El 12 de mayo, varias tiendas en Tiflis se vieron obligadas a retirar pegatinas de protesta puestas por activistas en sus productos, las pegatinas contenían imágenes de Bidzina Ivanishvili con la inscripción "Lo hice más caro" en protesta al aumento de los precios. En Zugdidi aparecieron carteles en productos en tiendas que comparaban los salarios de los diputados con las pensiones de los jubilados y la asistencia social a los desplazados internos.
El 22 de mayo, la policía georgiana arresto a Zurab Yaparidze luego de no compadecer ante una comisión parlamentaria; la comisión fue creada por el gobierno en febrero de 2025 para investigar crímenes cometidos durante el gobierno predecesor del partido Movimiento Nacional Unido (MNU), a pesar de que Yaparidze no ocupó ningún cargo político durante el gobierno del MNU igualmente fue citado por la comisión parlamentaria semanas antes, Yaparidze se negó alegando que la investigación en su contra era «ilegitima y por motivos políticos» y en consecuencia un tribunal lo peno con una multa de 5.000 GEL y restringió su derecho a portar armas, fue llamado a presentarse ante la comisión parlamentaria nuevamente el 22 de mayo pero el líder opositor declaró que no pagaría la multa ni se presentaría ante la comisión, lo que le costó su posterior arresto. La audiencia judicial se llevó a cabo en el contexto de una manifestación en apoyo de Yaparidze, así como una gran movilización de fuerzas de seguridad para separar el edificio de la corte de los manifestantes. Durante la protesta, la policía detuvo a tres manifestantes, dos mujeres que resultaron detenidas ese día, Albi Kordzaia y Salomé Kenchyashvili, denunciaron fuerza excesiva y malos tratos por parte de la policía, el Defensor del Pueblo confirmó las denuncias luego de que sus representantes visitaran a las detenidas. El arresto de Zurab Yaparidze desato las condenas de varios gobiernos; la Comisión de Asuntos Exteriores del Senado de los Estados Unidos catalogó el arresto como «injusta y aborrecible» y lamentado que decisiones como esta señalan que Sueño Georgiano está «reprimiendo a las instituciones democráticas», la embajada del Reino Unido en Georgia lo califico como «enormemente desproporcionada» destinada a «silenciar a la oposición política», la embajadora de Estonia en Georgia, Marge Mardisalu-Kahar, afirmó que su gobierno condenada enérgicamente la detención de Yaparidze y que las «acciones contra la oposición están en marcado contraste con los valores europeos».
El 26 de mayo, se celebró el Día de la independencia de Georgia en medio de protestas opositoras, como en todos los años, el gobierno georgiano organizó eventos militares y cívicos para celebrar el día de la independencia. Sin embargo, a diferencia de ocasiones anteriores, el gobierno no celebró ningún evento en la avenida Rustaveli que ha sido el epicentro de las protestas durante más de 180 días, en cambió, la avenida estuvo ocupada por activistas y movimientos opositores quienes organizaron una marcha con temática festiva que incorporó elementos teatrales dedicada a conmemorar a la efímera República Democrática de Georgia. También se realizaron marchas opositoras desde varios puntos de Tiflis que convergieron en la avenida Rustaveli, junto con una feria del libro, conferencias públicas y exposiciones, incluido un área de apoyo a Mzia Amaghlobeli. Durante el anochecer, se organizó otra protesta frente al parlamento que se caracterizó por ser mucho más numerosa que las más recientes, que han experimentado un notable descenso de participación, la manifestación nocturna contó con la presencia de la exmandataria Salomé Zurabichvili, quien en su discurso se dirigió a las fuerzas armadas del país, asegurando que los efectivos del ejército «están disconformes con el rumbo que ha tomado el país» y a la policía georgiana «quienes también están dolidos por el hecho de no poder o porque no se les permite proteger al ciudadano georgiano», la eurodiputada Rasa Yukneviciani asistió a la manifestación y pronunció un discurso en apoyo a la oposición proeuropea y crítico el «intervencionismo ruso». El activista Ucha Kemashvili fue detenido cuando se dirigía a casa de su hermana después de participar en la manifestación, su hermana contó a los medios que Kamashvili fue abordado por unas 25 personas cerca de su edificio residencial antes de ser detenido. Dijo que la policía lo siguió mientras tomaba el transporte público. Las autoridades lo acusaron de «desobedecer ordenes policiales» pero su hermana refuta que fue detenido por «haber quemado una bandera de Sueño Georgiano frente al parlamento», Kamashvili fue liberado días después luego de que su audiencia se pospusiera.
El 28 de mayo, el ministro del interior, Vakhtang Gomelauri, dimitió de su cargo para «dedicar más tiempo a su familia y a que la situación del país se ha pacificado», Gomelauri fue sancionado por Estados Unidos, el Reino Unido y la UE por acusaciones de violaciones a los derechos humanos y violencia policial contra manifestantes pacíficos y periodistas durante su período al frente del Ministerio del Interior.

#### Junio
El 11 de junio, el Ministerio del Interior expulso del país al activista turco-georgiano Temur Katamadze, Katamadze de padres georgianos musulmanes deportados a Turquía durante el siglo xix, fue detenido durante las protestas en Batumi en enero, fue deportado a Turquía y detenido nuevamente al llegar al país, luego de que su plazo para abandonar voluntariamente expirará la medianoche del miércoles, después de que los tribunales georgianos rechazaran su solicitud de asilo o estatus humanitario. Katamadze denuncia que los cargos en su contra fueron «inventados».
El 12 de junio, un tribunal de tiflis condenó a Mate Devidze, de 21 años, a 4 años y 6 meses de cárcel. Devidze fue un manifestante detenido el 19 de noviembre durante una redada policial para desmantelar un campamento estudiantil, tras ser acusado de atacar a 3 agentes de policía con un palo. Sus abogados insisten en que lo que sostenía no era un palo, sino un cartel enrollado y que nunca lo uso para agredir físicamente a los oficiales, su defensa acusó a la fiscalía de no tener pruebas reales para acusarlo. El veredicto se dictó en un ambiente caótico mientras cientos de partidarios de Devidze, incluida Salomé Zurabishvili, intentaban entrar a la sala del juicio, los aguaciles del tribunal no lograron organizar a la multitud en una fila y se desató una pelea en el edificio del tribunal que terminó con la expulsión por la fuerza de la mayoría de partidarios de Devidze, durante los hechos violentos fue detenida una persona, Tazo Datunashvili, y otras varias fueron heridas. Solo unas pocas personas lograron asistir a la audiencia, entre ellas familiares de Devidze, amigos, periodistas y Zurabishvili. Devidze les dijo que solo estaba allí para verlos y antes de que el juez dictará su sentencia Devidze abandono la sala para no escuchar la decisión. "En busca de la luz en la oscuridad sin fin" fueron sus últimas palabras antes de abandonar la sala. En el patio del edificio, fuertemente custodiado por la policía, se desarrolló una protesta en apoyo a Devidze, los manifestantes exigieron a la policía «proteger la ley y a los ciudadanos». Los manifestantes que se habían reunido frente al tribunal se trasladaron a la céntrica calle Petre Melikishvili, donde Devidze fue arrestado en noviembre. Bloquearon la calle y finalmente se dirigieron al cruce junto a la Universidad Estatal de Tiflis. Montaron tiendas de campaña y mantuvieron la calle bloqueada hasta las 6:00 de la mañana siguiente, cuando la policía los obligó a abandonar la vía. Los manifestantes se trasladaron entonces para concluir la manifestación frente al parlamento. A pesar de la lluvia y el mal tiempo, los participantes de la marcha lograron reunirse en Varketili. El objetivo principal de la manifestación era apoyar a Mate Devidze y a otros manifestantes presos. Los ciudadanos juraron que «no dejarán solos a los presos de conciencia» y que harán todo lo posible para garantizar que Sueño Georgiano renuncie. 
El 15 de junio, se cumplieron 200 días de protestas continuas desde la suspensión de la negociaciones con la UE, se celebraron manifestaciones en Tiflis y otras siete ciudades: Batumi, Kutasai, Ajaltsije, Zugdidi, Telavi y Gori. Los manifestantes exigieron la renuncia del gobierno y la liberación de todos los detenidos, mientras coreaban «¡Fuego a la oligarquía! ¡Libertad a los presos del régimen!».  Con la llegada de la noche, tuvo lugar una procesión de antorchas en Tiflis, los manifestantes iniciaron una marcha que bloqueo la avenida Rustaveli y que estuvo liderada por manifestantes vestidos de negro que llevaban antorchas y máscaras de guy fawkes, durante la marcha los manifestantes gritaron repetidamente «¡Revolución!», la marcha inició en la cancillería y terminó en el parlamento, los manifestantes enmascarados quemaron con sus antorchas la bandera Rusa frente al parlamento.
El 20 de junio, las autoridades detuvieron a la activista Nino Datashvili como parte de una investigación en la que el ministerio del Interior la acusa de «agredir a un aguacil» durante una trifulca en un tribunal municipal de Tiflis, donde fue expulsada a la fuerza luego de que los aguaciles negaran su solicitud de entrar a la audiencia de un manifestante detenido.
El 29 de junio, los manifestantes dieron inicio al séptimo mes de protestas continuas con otra protesta frente al parlamento para exigir nuevas elecciones parlamentarias y la liberación de todos los detenidos.

## Movilizaciones en el extranjero

### Unión Europea
El 2 de diciembre de 2024, la comunidad georgiana en Estonia se concentró frente a la embajada de Georgia en Tallin. Los asistentes condenaron la decisión del ejecutivo georgiano de suspender las negociaciones de adhesión a la UE hasta 2028, denunciaron las «políticas antioccidentales» del Gobierno y expresaron solidaridad con los manifestantes detenidos en Tiflis.
El 8 de diciembre, georgianos residentes en Berlín, Alemania, marcharon en apoyo a las manifestaciones proeuropeas en Georgia, el evento fue organizado por el grupo activista Georgian Zone Abroad. La manifestación atrajo a varios diputados alemanes de cuatro partidos distintos, quienes expresaron públicamente su respaldo a las aspiraciones democráticas y europeístas de los ciudadanos georgianos. Los oradores pidieron a las autoridades georgianas retomar el rumbo pro-occidental y garantizar elecciones justas.
El 30 de marzo de 2025, una concentración de la diáspora georgiana tuvo lugar frente a la sede del Parlamento Europeo en Bruselas. Los asistentes exigieron “libertades democráticas, nuevas elecciones y sanciones” contra el Gobierno de Sueño Georgiano, además de una hoja de ruta clara para la adhesión de Georgia a la UE. En la protesta participaron ONG de la diáspora como Promote Georgia y otros colectivos georgianos en Europa, que llevaron pancartas con mensajes en georgiano, inglés y francés.

### Estados Unidos
El 30 de noviembre de 2024, ocurrió una manifestación frente a la embajada de Georgia en Washington D. C. convocada por líderes de la diáspora georgiana en Estados Unidos. La protesta estalló tras la suspensión de los diálogos de adhesión a la UE anunciada por el partido Sueño Georgiano. Los organizadores de la protesta como Vasil Jayani urgieron a los diplomáticos georgianos en Washington a «ponerse del lado del pueblo» y advirtieron que «seguir protegiendo las políticas prorrusas equivaldría a traicionar el futuro de Georgia».

## Métodos de los manifestantes
Las redes sociales, como Facebook, Instagram y TikTok, desempeñaron un papel importante en la coordinación de los manifestantes, quienes se organizaron en varios grupos que actuaban de forma independiente y descentralizada para llevar a cabo protestas en las calles del país, comparable a los métodos de organización que usaban los manifestantes de la Primavera Árabe. Es destacado el caso de un grupo de Facebook llamado «Daitove» que cuenta con unos 250.000 miembros. Ilia Glonti, cofundador de Daitove, consideró que las protestas ilustraban la verdadera democracia, «como en Grecia», y afirmó que la ausencia de micrófonos y escenarios en las protestas callejeras era una señal de igualitarismo.

## Propuesta presidencial para unas nuevas elecciones parlamentarias
El 21 de diciembre de 2024, Zurabichvili aseguró que el informe de la Oficina de Instituciones Democráticas y Derechos Humanos (OIDDH) de la OSCE publicado el 20 de diciembre de 2024 sobre la celebración de las elecciones del 26 de octubre de 2024, reforzaba la necesidad de celebrar nuevas elecciones. Pidió que se celebraran nuevos comicios "inmediatamente" y afirmó que estaba dispuesta a reunirse con el fundador de Sueño Georgiano, Bidzina Ivanishvili, para discutir la organización de nuevas elecciones. Afirmó que encontrar una forma constitucionalmente válida de organizar una nueva elección debería ser "muy fácil" de negociar. Zurabichvili declaró que se dirigiría a los manifestantes frente al Parlamento a las 21:00 horas GET el 22 de diciembre. Al día siguiente, Kobajidze amenazó con encarcelar a Zurabichvili si convocaba nuevas elecciones.
En la tarde del 22 de diciembre, Zurabichvili pronunció un discurso en la protesta diaria en Tiflis en el cual firmó que seguía siendo presidenta "de todos los georgianos" y comandante en jefe de las Fuerzas de Defensa de Georgia, y que "seguiría siendo fiel" a los veteranos del ejército georgiano que marcharon en la protesta de esa noche. Señaló que los preparativos para una nueva elección debían decidirse antes del 29 de diciembre. La funcionaria invitó a Ivanishvili, la persona que "gobierna todo", a visitarla en el palacio presidencial el 23 de diciembre para negociar las condiciones de las nuevas elecciones. Zourabichvili declaró al día siguiente que si Ivanishvili no cooperaba en la organización de unas nuevas elecciones, se crearía un consejo con el único mandato de organizar unas nuevas elecciones. Afirmó que el gobierno de Kobajidze "se está derrumbando por sí solo".
El 24 de diciembre, Zurabichvili celebró una reunión de trabajo con representantes de la oposición y de organizaciones no gubernamentales para trabajar en los planes para una nueva elección, ya sea con o sin la cooperación de Sueño Georgiano. El líder de la Coalición para el Cambio, Nika Gvaramia, afirmó que se le entregó a Zurabichvili un documento conjunto preparado por la oposición y las ONG. Gvaramia afirmó que un posible procedimiento sería la disolución del Parlamento por parte de Zurabichvili en virtud de sus poderes presidenciales. El partido Para Georgia afirmó que "el marco básico de nuestras opiniones está listo". Georgia Fuerte calificó el debate como "muy útil y bueno... sobre cómo se deben celebrar nuevas elecciones, bajo qué condiciones, para eliminar las irregularidades" y comentó la disposición de Zurabichvili a negociar con Ivanishvili. Giorgi Vashadze, uno de los líderes del Movimiento Unidad Nacional (UNM), declaró que el 25 de diciembre Zurabichvili "hablará sobre los mecanismos organizativos: qué mecanismo conducirá el proceso político-social que Georgia necesita".
El 29 de diciembre, cuando el presidente elegido en la sesión parlamentaria autoconvocada, Mikheil Kavelashvili, fue investido por los miembros del Sueño Georgiano, Zourabichvili llamó a los ciudadanos y a los partidos de la oposición a trabajar en los procedimientos para la nueva elección, afirmando que el plan electoral era un proyecto concreto, como la única solución a la crisis, y no sólo retórica. Dijo que sus planes inmediatos incluían reunirse con líderes empresariales, estudiantes, funcionarios gubernamentales, manifestantes de Batumi y Kutaisi, así como con líderes internacionales.

## Respuesta del gobierno

### Violaciones a los derechos humanos

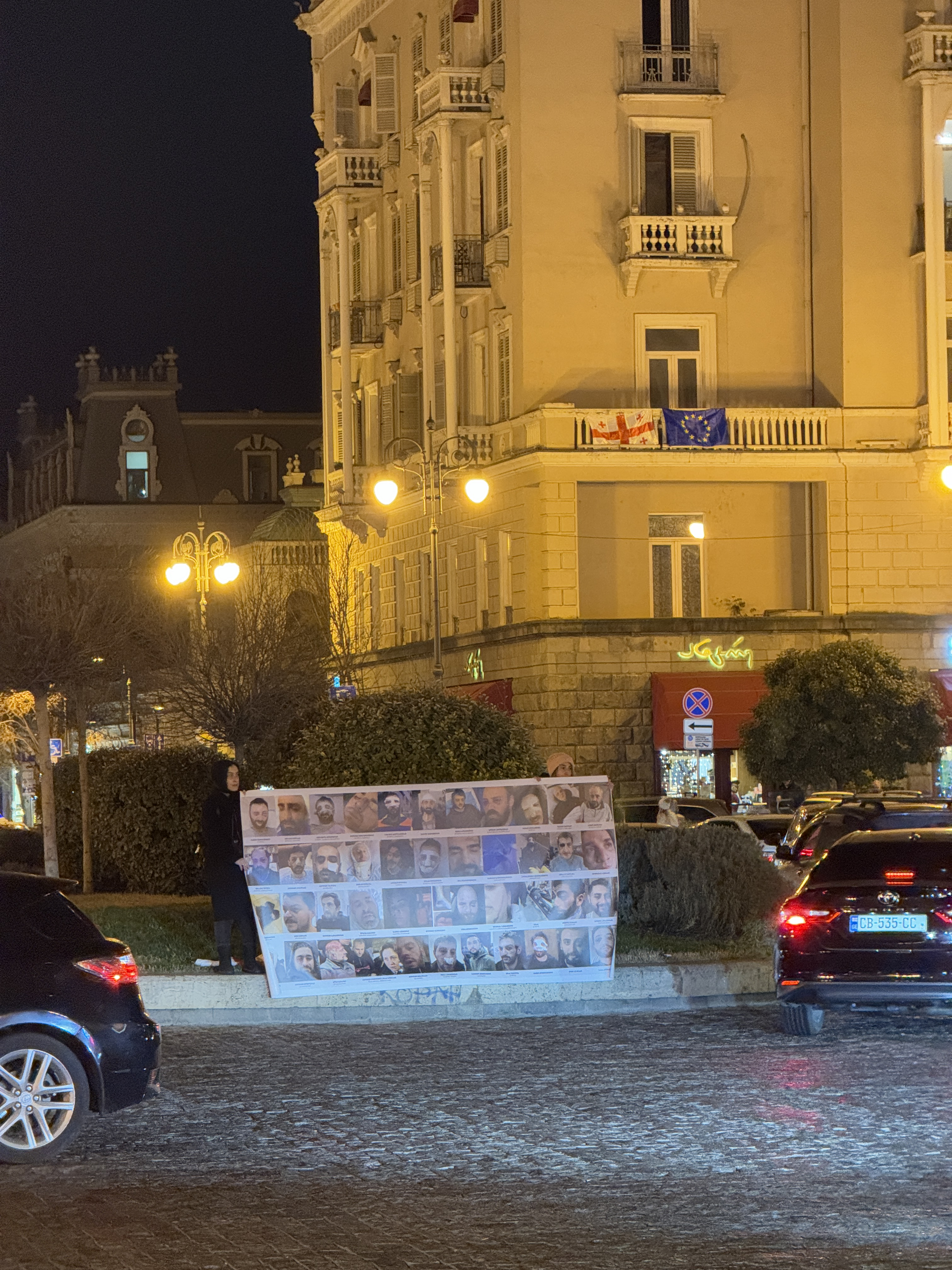
Pancarta con las fotos de algunas de las víctimas de la violencia policial durante las protestas.

Según Amnistía Internacional, para el 13 de diciembre de 2024, 300 de los más de 500 detenidos habían sido torturados o maltratados por la policía georgiana. Ochenta detenidos habían sido hospitalizados con lesiones graves, incluidas fracturas de huesos, conmociones cerebrales y otras lesiones en la cabeza. Hasta el 13 de diciembre de 2024, los tribunales habían «ignorado en gran medida» las pruebas de tortura y los derechos a un juicio justo. Amnistía describió a la policía y al sistema judicial como «instrumentos para intimidar, acosar y reprimir a los manifestantes y silenciar la disidencia pacífica, lo que refleja una represión institucionalizada». Amnistía presentó un informe detallado que recopilaba 13 casos de manifestantes heridos y sus respectivos análisis basados en entrevistas y documentación fotográfica y de vídeo.
El 18 de diciembre, el Defensor del Pueblo de Georgia declaró que sus representantes habían visitado a 327 detenidos, de los cuales 225 dijeron haber sido torturados y 157 tenían signos visibles de lesiones físicas. Representantes de Transparencia Internacional Georgia, Georgian European Orbit y Rule of Law Center declararon que Sueño Georgiano había planeado «la tortura sistemática de manifestantes pacíficos», con un «sistema de tortura (planificado) de antemano». Dijeron que los detenidos habían sido «golpeados en la cara, la cabeza, los ojos, las costillas y en los riñones» y que sus pertenencias habían sido robadas por los agentes de policía.
Hasta el 19 de diciembre de 2024, 70 periodistas habían sido atacados en las protestas. Reporteros Sin Fronteras describió los ataques como una «violencia sistemática y organizada» por parte de la policía georgiana que parecía estar coordinada con «grupos enmascarados y no identificados». Reporteros Sin Fronteras afirmó que las investigaciones sobre la violencia anunciadas por el Servicio de Investigación Especial de Georgia «ofrecían pocas esperanzas de rendición de cuentas debido a su ineficacia crónica».
El 24 de diciembre, tras entrevistar a doce víctimas de la violencia policial, Human Rights Watch afirmó que la violencia policial era «generalizada y aparentemente punitiva» contra «manifestantes en su mayoría pacíficos». Entre las víctimas se encontraba Avtandil Kuchava, quien perdió el conocimiento dos veces por golpes en la cabeza recibidos por agentes de policía y uno de ellos le fracturó el hombro. El poeta Zviad Ratiani fue arrastrado por la calle, subido a un coche de policía y golpeado repetidamente durante el arrastre y en el coche. El periodista Aleksandre Keshelashvili, que vestía un chaleco de prensa y un casco, fue pateado y golpeado por la policía el 29 de noviembre, lo que le provocó una conmoción cerebral y una fractura de nariz.
El 29 de diciembre de 2024, después de abandonar Georgia por su seguridad y la de su familia, Irakli Shaishmelashvili, exjefe del Departamento de Tareas Especiales (DTE), concedió una extensa entrevista al medio Civil Georgia. Afirmó que la violencia policial era sistemática y se llevaba a cabo bajo órdenes dadas por Zviad Kharazishvili, el jefe del DTE del Ministerio y por el fundador de Sueño Georgiano, Bidzina Ivanishvili, quienes, según Shaishmelashvili, son colegas cercanos entre sí. Shaishmelashvili afirmó que no se estaban realizando investigaciones sobre la violencia policial y que no estaba previsto realizar ninguna. Durante las protestas, «el comportamiento violento, el uso excesivo de la fuerza y las palizas a los manifestantes» fueron un patrón sistemático bajo el mando de Kharazishvili e Ivanishvili, según Shaishmelashvili. El objetivo de la violencia era intimidar a los manifestantes para que no realizaran nuevas manifestaciones. Data Kharaishvili afirmó que los empleados del DTE le dieron patadas en la cara y le arrancaron un pendiente de la oreja durante una protesta el 3 de diciembre. Kharaishvili denunció que Kharazishvili estaba presente y filmó las palizas mientras los detenidos eran obligados a elogiar a Kharazishvili o, de lo contrario, serían golpeados aún más.
El 1 de febrero de 2025, el Ministerio del Interior advirtió que el bloqueo de carreteras estratégicas ya no se castigaría con sanciones administrativas (multas) si no con condenas de hasta 4 años en prisión.
El 7 de febrero, Mikheil Kavelashvili, presidente designado por Sueño Georgiano, firmó un segundo paquete legislativo que aprobaba nuevas leyes anti-protestas. Transparencia Internacional describió como «regulaciones dictatoriales destinadas a reprimir las protestas en curso e infundir miedo en el pueblo». El organismo de control argumentó que estas enmiendas violaban la Declaración Universal de Derechos Humanos, el Convenio Europeo de Derechos Humanos y la Constitución de Georgia.
Los cambios prevén: 
• La duración máxima de la detención administrativa se amplió de 15 a 60 días;
• La crítica pública a funcionarios gubernamentales en espacios públicos puede dar lugar a un aumento de tres veces la multa o a una pena de prisión de hasta 60 días;
• Se anunció que la notificación previa para todas las protestas, incluso aquellas provocadas por eventos públicos urgentes, sería obligatoria;
• Se prohibieron las concentraciones en espacios cerrados sin el consentimiento de sus propietarios;
• Ya no es necesario un testigo en los casos de registros corporales;
• Las tiendas de campaña y escenarios quedan prohibidas en las protestas.
El 17 de marzo, las autoridades sancionaron a cinco fondos públicos que brindaban asistencia financiera a personas multadas durante las protestas contra el gobierno o despedidas de sus trabajos debido a su activismo cívico. La Fiscalía confirmó el congelamiento de sus cuentas y anunció que está llevando a cabo una investigación por varios delitos penales, entre ellos sabotaje, asistencia a un país extranjero, organización extranjera u organización controlada por extranjeros en actividades hostiles y financiación de actividades dirigidas contra el orden constitucional y la seguridad nacional.
Elene Khoshtaria, dirigente del partido Droa, detenida el 28 de marzo, envió una carta desde un centro de detención diciendo que varias policías mujeres la sometieron a tratos degradantes, le ataron las manos y la desnudaron por la fuerza, y también le infligieron lesiones físicas en la mandíbula y los dientes. Esto provocó indignación tanto dentro como fuera del país y una amplia gama de personalidades públicas, entre ellas el Defensor del Pueblo, condenaron ese trato como inhumano. Diferentes políticos, incluso del extranjero, pidieron su liberación inmediata. Unas horas más tarde, Khoshtaria fue liberada.
El 10 de marzo, dos profesores fueron despedidos de la Universidad Estatal de Tbilisi (TSU) presuntamente por motivos políticos.  Además, diez estudiantes de la Universidad de Teatro, que habían participado en protestas durante 83 días dentro del edificio, fueron expulsados por la policía, se les impuso una multa de 5.000 laris a cada uno y fueron suspendidos. La decisión de expulsión, tomada por la comisión de ética, aún no había sido confirmada por el rector, pero provocó indignación, y Zourabichvili la calificó de «una vergüenza inimaginable».  Tres días después, el rector anunció que finalmente había revertido la orden.

Otro profesor de la TSU que trabajaba en el Departamento de Derecho fue despedido el 13 de marzo después de ocho años de servicio. Según explicó, se enfrenta a acoso y trato injusto por parte de la dirección desde la adopción de la controvertida ley rusa. Mientras tanto, el ISFED, que representa los intereses de 43 servidores públicos despedidos de la Agencia Nacional de Registro Público ante los tribunales, anunció que su despido fue discriminatorio y sin fundamento. Después de que más de 350 miembros de la agencia condenaran el anuncio del 28 de noviembre sobre la suspensión de la integración a la UE y la violenta represión de los manifestantes, las autoridades lanzaron una purga con el pretexto de una reorganización. El organismo de control concluyó que las modificaciones a la ley sobre servicios públicos se convirtieron en una herramienta para despidos por motivos políticos y contradecían la Constitución. 

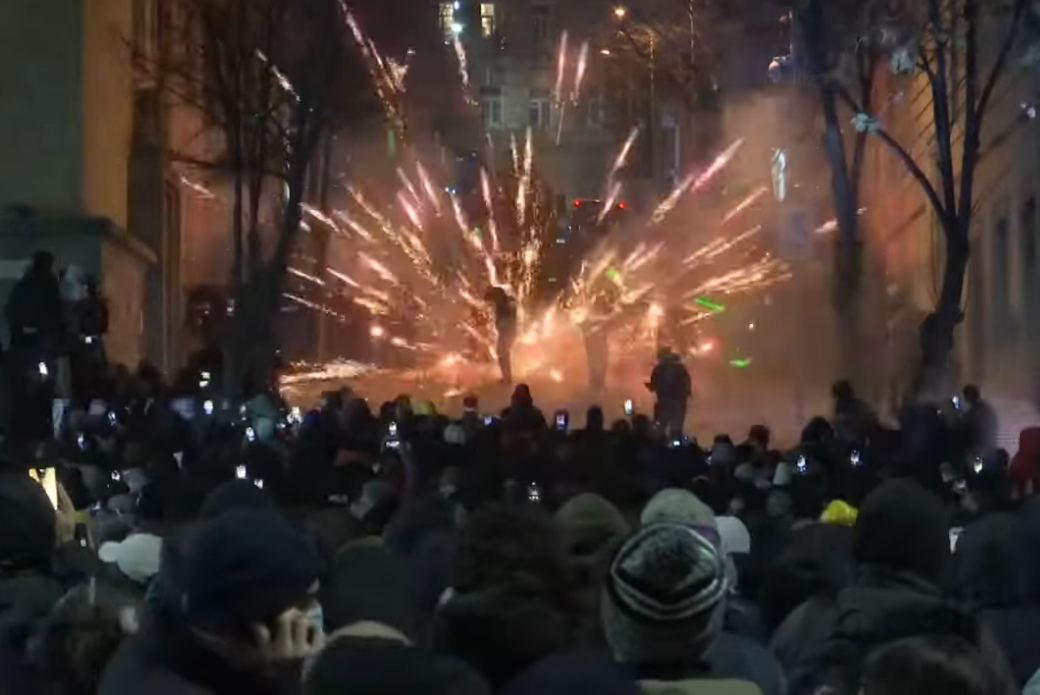
Manifestantes disparan fuegos artificiales a la policía en la avenida Chichinadze.

### Prohibiciones
El 13 de diciembre de 2024, con 82 votos a favor y ninguno en contra, el parlamento aprobó la lectura final de un proyecto que prevé cambios en la ley sobre reuniones y mítines, las recientes modificaciones prohíben estrictamente el uso de máscaras, fuegos artificiales y punteros láser en las manifestaciones. La nueva legislación también introdujo regulaciones más estrictas sobre los fuegos artificiales en Georgia, requiriendo una licencia para su exportación, importación y venta.

### Multas
Tras del fin de los Disturbios en Tiflis, el gobierno cambió de estrategia para frenar la disidencia, luego que la fuerza excesiva resultara ineficaz para aplastar al movimiento de protesta, las autoridades reemplazaron las porras y el gas lacrimógeno con multas desproporcionalmente altas, impuestas por tecnicismos. El importe total de las multas impuesto a los manifestantes Desde noviembre ha superado los 700.000 dólares. La multa máxima puede alcanzar aproximadamente los 2.000 dólares, mientras que el salario mensual promedio en Georgia no alcanza los 800 dólares, según la agencia estatal de estadística Geostat.
Las autoridades han empleado el uso de tecnología de reconocimiento facial para identificar y multar a manifestantes, mediante fotos obtenidas por cámaras de seguridad instaladas en edificios y farolas en el centro de Tiflis. Según información compilada por la Georgian Young Lawyers' Asociation (Gyla).

Fotos obtenidas de cámaras de reconocimiento facial a menudo sirven como la única evidencia, que, en la mayoría de los casos, se considera prueba suficiente para que el tribunal declare a una persona delincuente, sin evaluar el contexto relevante... El tribunal generalmente no evalúa si la identificación de una persona fue legal o si la persona que realizó la identificación tuvo el acceso adecuado a bases de datos protegidas, de acuerdo con la legislación de protección de datos personales.
Gyla

Gyla también sostiene que los funcionarios están utilizando cámaras de seguridad para «realizar vigilancia/monitoreos dirigidos a individuos específicos» en violación al derecho internacional. El Tribunal Europeo de Derechos Humanos ha evaluado la práctica analógica de usar tecnologías de reconocimiento facial y vigilancia en vivo como una «interferencia a la libertad de expresión y el derecho a la vida privada».
El 13 de diciembre de 2024, el parlamento impuso cambios en el código de infracciones administrativas, con el propósito de introducir sanciones más severas contra el vandalismo, el uso ilegal de uniformes policiales y el bloqueo de carreteras.
Las nuevas sanciones contemplan aumentos en las siguientes multas: 
- La multa por dañar la apariencia de la ciudad aumentara de su importe anterior a GEL 1 000 ($355.87).
- La pena por violar las normas relacionadas con reuniones y mítines aumentará de GEL 500 ($177.94) a GEL 5 000 ($1 779.36) para los participantes y de GEL 5 000 a GEL 15 000 ($5 338.08) para los organizadores.
- Las personas que vistan ilegalmente uniformes del Ministerio del Interior se enfrentarán a una multa de GEL 2 000 ($711.74).
- Los conductores que usen sus autos para el bloqueo de carreteras recibirán una multa de GEL 1,000 y se enfrentarán a una suspensión de un año de sus permisos de conducir.

Los tribunales comenzaron a imponer fuertes multas a los manifestantes. Entre las personas acusadas de bloquear carreteras y multadas con 5.000 rupias (1.798 dólares), se encontraba el exministro de Integración Europea, Alex Petriashvili. A Petriashvili y al exdiputado Koba Khabazi se les revocó el derecho a portar armas durante tres años. El 10 de febrero, el tribunal de Kutaisi condenó a nueve personas a la misma cantidad de multa cada una por participar en una manifestación en solidaridad con la detenida Mzia Amaglobeli frente a la casa de un juez. Ese mismo día, un desplazado interno acusado de bloquear una carretera fue multado con 5.000 laris a pesar de que su subsidio mensual era unas 100 veces menor. El exdiputado Levan Gogichaishvili estaba entre las seis personas detenidas por la policía esa noche durante una manifestación diaria en la avenida Rustaveli.
La cantante Nino Katamadze, una de las nueve personas procesadas por participar en una manifestación en Kutaisi el 10 de febrero, fue multada nuevamente con 5.000 laris dos días después, por supuestamente haber bloqueado una carretera.  Otra cantante, presentadora de televisión de Mtavari, profesora asociada de la TSU y padres de los dos manifestantes arrestados se encontraban entre un grupo de ciudadanos que también fueron condenados a multas. A ellos se unió el famoso cantante de ópera Paata Burchuladze en una circunstancia bastante extraña. Después de que la Ópera de Tiflis se negara a proporcionar una sala para su concierto del 70.º aniversario, Burchuladze participó en la marcha hacia este edificio desde la Sala de Conciertos Estatal de Tiflis, solo para ser multado 5.000 laris por bloquear una calle frente al Parlamento, aunque afirmó que no se presentó en ese lugar en absoluto.
A principios de marzo, Burchuladze fue multado tres veces más y debía pagar una suma de 25.000 laris, aunque todavía estaba muy por debajo de la suma que amasó la activista Nika Narsia. Narsia, que hasta el 9 de marzo había sido sancionada 15 veces, recibió una multa total de 75.000 laris.
El 12 de junio de 2025, la expresidenta Salomé Zurabishvili fue multada con 5.000 laris por supuestamente violar la ley de Reuniones y Manifesaciones en la avenida Rustaveli el 3 de marzo. Zurabishvili compartió una foto del recibo de la multa en Facebook y escribió «¡Hoy me bauticé como activista! ¡Y me puse donde todas las madres deberían estar: al lado de las madres de los presos de conciencia!».

## Reacciones

### Nacionales
- Presidente de Georgia: la presidenta saliente, Salomé Zurabishvili, dijo que no entregaría su cargo como se tiene previsto el 29 de diciembre, día que expira su mandato, hasta la celebración de nuevas elecciones, y llegó a calificar al gobierno y al parlamento de «ilegítimos», al «no ser las elecciones parlamentarias transparentes» y respaldó fuertemente tanto a la oposición como a los manifestantes.[349][350]
- Primer ministro de Georgia: el primer ministro, Irakli Kobajidze, acusó a la oposición de «actuar abiertamente contra el orden constitucional» y de querer «repetir un maidán en el país», señaló a la oposición de «recibir financiación por parte de países extranjeros para orquestar la violencia en las calles», además, amenazó con pedir al Tribunal Constitucional la ilegalización de los partidos opositores.[74][351]
- Defensor del Pueblo: El Defensor del Pueblo,  Levan Ioseliani, calificó de «absolutamente inaceptable el abuso de poder de la policía durante las protestas» y condenó la violencia ejercida contra los manifestantes calificándolos como «actos de tortura».[352][353]

#### Sondeos de opinión
Según una encuesta realizada por el Barómetro del Cáucaso en 2024, el 59% de los georgianos “están de acuerdo en que la gente debe participar en acciones de protesta contra el gobierno”, el 22% consideran que “la gente no debe participar” mientras que el 19% no sabe o no responde.
Otra encuesta hecha por el Instituto de Investigación y Análisis Social (ISSA) que entrevisto a más de 2000 mil participantes seleccionados al azar tanto en Tiflis como en ciudades y pueblos de todo el país en 2025, encontró que el 80% de los georgianos “reconoce que su país está en crisis política” y más del 75% “culpan al partido gobernante Sueño Georgiano como causante”. El 62% de los encuestados cree que “Georgia se dirige en la dirección equivocada”, lo que refleja una tendencia más amplia del malestar público. El 60% de los participantes expresó cierto nivel de lealtad hacia las protestas en curso, y el 45% se identificó como participantes activos. El 62% estuvo de acuerdo con la demanda de la oposición en celebrar nuevas elecciones, y el 76% apoya la liberación inmediata de todos los detenidos en las manifestaciones.
Una nueva encuesta de ISSA publicada en junio de 2025, reveló que el 53% de los georgianos seguían apoyando la continuación de las protestas contra el gobierno, frente al 32% opinaba lo contrario.

### Internacionales

#### Gobiernos
- Estados Unidos: el gobierno de Estados Unidos anunció la suspensión del acuerdo de asociación estratégica con Georgia, en respuesta a las «acciones antidemocráticas de Sueño Georgiano que han violado los principios centrales de la Asociación Estratégica Estados Unidos-Georgia».[357]
  -  Departamento de Estado: el portavoz del Despartamento de Estado, Matthew Miller, anunció la imposición de restricciones de visado a una veintena de altos funcionarios del gobierno georgiano, Miller aseguro que estas restricciones son parte de un «compromiso por responsabilizar a los funcionarios y cómplices de socavar la democracia en Georgia», a su vez mencionó que el gobierno estadounidense está preparando acciones similares, incluidas sanciones.[358]

- Rusia: el portavoz del gobierno ruso, Dmitri Peskov, alertó durante una rueda de prensa de «intentos de organizar una revolución popular que busca desestabilizar Georgia», comparando las protestas con el Euromaidán. Al mismo tiempo, reveló que su gobierno no tiene intención de intervenir a favor del gobierno de Georgia, considerando de «asunto interno» la situación del país caucásico.[359]
- Ucrania: el presidente de Ucrania, Volodímir Zelenski, mediante un discurso difundido en un vídeo, criticó la postura prorrusa del gobierno de Georgia «que lo vuelve más dependiente de su vecina Rusia y tachó de vergonzosas las medidas tomadas en contra del pueblo georgiano», el mandatario también anunció que su gobierno impondrá sanciones contra 19 miembros de Sueño Georgiano.[360][361]
- Alemania: el 2 de diciembre, el portavoz del gobierno alemán, Wolfgang Büchner, dijo a la prensa que su gobierno apoya abiertamente las manifestaciones y afirmó que las puertas de la UE siguen abiertas para Georgia.[362] el 7 de diciembre, el ministro de asuntos exteriores junto a sus homólogos de Francia y Polonia, condenaron el uso desproporcionado de la fuerza contra manifestantes pacíficos y el ataque a representantes de la oposición y de los medios de comunicación en Georgia y exigieron la liberación inmediata de todos los presos políticos.[363]
- Francia: el ministro de asuntos exteriores francés lanzó un comunicado en conjunto con Alemania y Polonia, en donde condenan enérgicamente la violencia aplicada hacia los manifestantes y exigieron la liberación inmediata de todos los presos políticos.[363] El presidente de Francia, Emmanuel Macron, reafirmó su apoyo a las aspiraciones de Georgia de ingresar a la UE, destacando el papel de la UE en la paz y el respeto a la soberanía. Instó a Georgia a cumplir con sus responsabilidades como candidato a la UE, proteger las libertades y entablar un diálogo entre los actores políticos y la sociedad civil. Macron expresó su confianza en el compromiso de los georgianos con su futuro europeo a pesar de desafíos como la propaganda y la intimidación.[364] Dos días antes, Macron había pedido la liberación de los manifestantes detenidos «arbitrariamente» durante la represión de las manifestaciones, en una llamada con Bidzina Ivanishvili. Condenó la violencia policial y la intimidación de la sociedad civil, y pidió respeto a la libertad de expresión y de reunión.[365]
- Reino Unido: el ministro de asuntos exteriores británico, David Lammy, condenó la represión violenta ejercida por el gobierno de Georgia contra los manifestantes, en respuesta, anunció que el gobierno del Reino Unido suspenderá de manera inmediata cualquier apoyo al gobierno de Kobajidze, restringirá su cooperación en materia de defensa y las relaciones con los funcionarios georgianos.[366]

- Polonia: el ministro de asuntos exteriores de Polonia, junto a sus homólogos de Francia y Alemania, condenó el uso desproporcional de la fuerza contra manifestantes pacíficos, líderes opositores y medios de comunicación, a su vez, demandó la liberación inmediata de todos los presos políticos.[367]
- Canadá: Mélanie Jolie, ministra de asuntos exteriores de Canadá, anunció que su gobierno impondrá sanciones a personas, empresas y entidades que estén implicadas en «violaciones a los derechos humanos» en las protestas de Georgia.[368]
- Lituania: el gobierno de Lituania, anunció junto a Estonia y Letonia, sanciones personales y la prohibición de entrada hacia once altos funcionarios de Georgia.[369] El 16 de diciembre, el gobierno de Lituania impuso nuevas sanciones a 31 funcionarios georgianos, entre ellos, el primer ministro Irakli Kobajidze.[370]
- Estonia: el gobierno de Estonia, en conjunto con Lituania y Letonia, impuso sanciones a once altos funcionarios de Georgia y prohibió su entrada al país.[371] El 16 de diciembre, el gobierno de Estonia impuso nuevas sanciones a 31 representantes de Sueño Georgiano, entre ellos, el primer ministro Irakli Kobajidze.[370]
- Letonia: el gobierno de Letonia, junto a sus vecinos Lituania y Estonia, sancionó a once funcionarios del gobierno georgiano y prohibió su entrada al país.[372]
- Hungría: el ministro de Relaciones Exteriores del gobierno de Hungría, Péter Szijjártó, aseguró que su país vetará cualquier propuesta que busque incluir en la lista de sanciones a altos funcionarios del gobierno de Georgia en la Unión Europea.[38]
- República Checa: El gobierno de la República Checa impuso sanciones personales contra tres dirigentes del Ministerio del Interior de Georgia, a quienes responsabiliza de la «represión violenta contra los manifestantes antigubernamentales».[373]

- Eslovaquia: el ministro de Relaciones Exteriores del gobierno de Eslovaquia, Juraj Blanár, dijo que su país se opondría a las «sanciones e injerencias de la UE en los resultados electorales de Georgia» y crítico al parlamento europeo por «politizar la situación».[39]
- Dinamarca: el ministro de Asuntos Exteriores del gobierno de Dinamarca, Lars Løkke Rasmussen, condenó la «violencia contra las manifestaciones pacificas que defienden su futuro europeo».[32]
- Italia: el ministerio de Asuntos Exteriores del gobierno italiano anunció en un comunicado que Italia condena «todo acto de violencia ocurrido en las últimas semanas en el país» y apoyara cualquier medida propuesta en la UE de presión hacia el gobierno de Georgia, el ministerio reiteró que Europa debe permanecer del lado del pueblo georgiano y revisar las últimas acciones de Tiflis que «lo alejan de su camino europeo».[374]
- España: el ministerio de Asuntos Exteriores del gobierno español, manifestó que «España ha sido muy clara al expresar su profunda preocupación por los derechos civiles en Georgia y por las supuestas campañas de desinformación. Hemos apoyado plenamente las decisiones adoptadas ayer por la FAC. La desinformación es una amenaza para nuestras democracias a la que siempre nos opondremos».[375]
- Rumania: el ministerio de Asuntos Exteriores del gobierno rumano, rechazó las «erróneas afirmaciones de Kobajidze» en donde afirmó que el gobierno rumano había defendido a Georgia ante las «interferencias de la UE».[376]
- Moldavia: la presidente de Moldavia, Maia Sandu, luego de haber tenido una llamada con Zurabichvili expresó mediante un comunicado que su país «apoyará a todos los georgianos que luchan por la libertad, la democracia y un futuro europeo».[33]
- Azerbaiyán: el presidente de Azerbaiyán, Ilham Alíyev, afirmó en una entrevista que «potencias occidentales como Francia, han intervenido en los asuntos internos en Georgia y buscado desestabilizar al país financiando a la oposición».[40]
- Kosovo: Vjosa Osmani, Presidenta de la República de Kosovo, fue una de las firmantes de una carta en apoyo a los manifestantes y a la oposición georgiana en sus exigencias que fue emitida por mandatarios y exmandatarios de varios países.[34]
- Portugal: el primer ministro de Portugal, Luis Montenegro, declaró que su gobierno sigue con «preocupación la crisis en Georgia» y subrayo la «importancia de que la Unión Europea continúe el proceso de adhesión y de que se revierta esta tendencia de poder político contraria a la voluntad de los pueblos».[31]
- Noruega: el gobierno de Noruega, en una declaración conjunta con Suecia, Finlandia e Islandia, instaron a las autoridades georgianas a «buscar una salida inmediata a la crisis para recuperar la confianza pública en sus instituciones democráticas».[35]
- Suecia: el gobierno de Noruega, en una declaración conjunta con Noruega, Finlandia e Islandia, instaron a las autoridades georgianas a «buscar una salida inmediata a la crisis para recuperar la confianza pública en sus instituciones democráticas».[35]
- Islandia: el gobierno de Islandia, en una declaración conjunta con Suecia, Finlandia y Noruega, instaron a las autoridades georgianas a «buscar una salida inmediata a la crisis para recuperar la confianza pública en sus instituciones democráticas».[35]
- Finlandia: el gobierno de Finlandia, en una declaración conjunta con Suecia, Islandia y Noruega, instaron a las autoridades georgianas a «buscar una salida inmediata a la crisis para recuperar la confianza pública en sus instituciones democráticas».[35]
- Venezuela: el presidente de Venezuela, Nicolás Maduro, denunció la «interferencia de los Estados Unidos en las elecciones georgianas» y dio su apoyo al gobierno de Kobajidze.[41]

#### Organizaciones supranacionales
- Unión Europea: la alta representante de asuntos exteriores de la Unión Europea, Kaja Kallas, en una conferencia de prensa, lamento la suspensión de las negociaciones con el gobierno de Georgia y el deterioro democrático de las instituciones georgianas, a su vez, advirtió que las acciones del gobierno georgiano «tendrán consecuencias directas», entre ellas, mencionó la posibilidad de sanciones.[377]
  -  Parlamento Europeo: En una resolución adoptada el 13 de febrero de 2025, el Parlamento Europeo se negó a reconocer a las «autoproclamadas autoridades del Sueño Georgiano tras las elecciones parlamentarias amañadas del 26 de octubre de 2024», incluido el recién nombrado presidente Mikheil Kavelashvili, y pidió a la comunidad internacional que se uniera al boicot a la élite gobernante de Georgia. Los eurodiputados siguieron reconociendo a Salomé Zurabichvili como presidenta legítima de Georgia e instaron al presidente del Consejo Europeo, António Costa, a invitarla a representar al país en las próximas reuniones del Consejo Europeo y de la Comunidad Política Europea. Los eurodiputados pidieron al Consejo y a los Estados miembros de la UE que impusieran sanciones personales a los funcionarios georgianos.[378]
- Consejo de Europa: El 29 de enero de 2025, la Asamblea Parlamentaria del Consejo de Europa aprobó una resolución con 114 votos a favor y 13 en contra que exigía «la celebración de nuevas elecciones en Georgia, la revisión de leyes controvertidas y la liberación de prisioneros políticos», exigencias que se alinean plenamente con las demandas de los manifestantes. En respuesta, los funcionarios de Sueño Georgiano rechazaron la resolución y anunciaron su retirada de la Asamblea.[379]
- OTAN: el secretario de la OTAN, Mark Rutte, insto al gobierno de Georgia a seguir la senda de la integración con la UE y condenó la violencia ejercida contra los manifestantes.[380]
- ACNUDH: el Alto Comisionado de Naciones Unidas para los Derechos Humanos, Volker Türk, tildo de «extremadamente preocupante el uso innecesario y desproporcionado» de la fuerza por parte de los agentes policiales en el marco de las protestas en Georgia. Exigió a las autoridades georgianas respetar los derechos de libertad de expresión y de reunión de los manifestantes.[381][382]
- OSCE: 38 de los 57 Estados pertenecientes a la OSCE invocaron uno de los procedimientos del Mecanismo de Viena de la OSCE en relación con los informes de violaciones de los derechos humanos, incluidos las torturas y lesiones contra manifestantes detenidos, injerencia y violencia contra periodistas, e impunidad de agentes de policía sospechosos de cometer las violaciones. Los Estados describieron sus cinco principales preocupaciones como: libertad de reunión pacífica; arresto y detención arbitrarios; ataques a la oposición política en redadas y arrestos policiales; y «malos tratos que pueden constituir» tortura. Los Estados plantearon ocho preguntas específicas sobre investigaciones y protecciones de los derechos humanos, que el Mecanismo de Viena deberá responder en un plazo de diez días. Los 38 países también dieron su respaldo a las demandas de los manifestantes que exigen la realización de unas nuevas elecciones parlamentarias.[383][384][385]

#### Otros
- Amnistía Internacional: alertó de un «peligroso aumento en la agresividad policial y de impunidad ante sus acciones violentas», afirmó que este «patrón recurrente de violencia y violaciones de los derechos humanos, bien documentado desde las protestas del año pasado, revela la estrategia del gobierno georgiano de desplegar toda la maquinaria del Estado para castigar y reprimir la disidencia». Denunció que a los detenidos se les «niega un juicio justo y la atención médica requerida por sus heridas», a su vez, manifestó su preocupación ante las denuncias sobre «casos de tortura y malos tratos hacia los encarcelados».[386]

## Funcionarios georgianos sancionados internacionalmente
Para el 30 de diciembre de 2024, cien individuos asociados a Sueño Georgiano habían sido sancionados por diferentes gobiernos por su implicación directa o indirecta en presuntas violaciones a los derechos humanos y acciones que debilitan la democracia en Georgia.
| Funcionario           | Bandera de Estados Unidos | Bandera de Ucrania | Bandera del Reino Unido | Bandera de Lituania | Bandera de Letonia | Bandera de Estonia | Bandera de República Checa | Bandera de Alemania | Cargo                                             |
| --------------------- | ------------------------- | ------------------ | ----------------------- | ------------------- | ------------------ | ------------------ | -------------------------- | ------------------- | ------------------------------------------------- |
| Irakli Kobajidze      |                           | [ 388 ]            |                         |                     |                    |                    |                            |                     | Primer ministro                                   |
| Bidzina Ivanishvili   |                           | [ 388 ]            |                         | [ 389 ]             | [ 389 ]            | [ 390 ]            |                            |                     | Fundador de Sueño Georgiano                       |
| Kakha Kaladze         |                           | [ 388 ]            |                         |                     |                    |                    |                            |                     | Alcalde de Tiflis                                 |
| Grigol Liluashvili    |                           | [ 388 ]            |                         |                     |                    |                    |                            |                     | Jefe del Servicio de Seguridad del Estado         |
| Otar Partskhaladze    |                           | [ 388 ]            |                         |                     |                    |                    |                            |                     | Exfiscal general                                  |
| Vakhtang Gomelauri    | [ 391 ]                   | [ 388 ]            | [ 392 ]                 |                     |                    |                    |                            | [ 393 ]             | Ministro del Interior                             |
| Aleksandre            |                           |                    | [ 392 ]                 |                     |                    |                    |                            |                     | viceministro del Interior                         |
| Sulkhan Tamazashvili  |                           |                    | [ 392 ]                 |                     |                    |                    |                            |                     | Director del Departamento de Policía de Tiflis    |
| Vazha Siradze         |                           |                    |                         |                     |                    |                    | [ 373 ]                    | [ 393 ]             | Jefe de la policía de Patrulla                    |
| Zviad Kharazishvili   | [ 391 ]                   |                    | [ 392 ]                 | [ 389 ]             | [ 389 ]            | [ 390 ]            | [ 373 ]                    | [ 393 ]             | Jefe adjunto al Departamento de Tareas Especiales |
| Mileri Lagazauri      | [ 391 ]                   |                    | [ 392 ]                 | [ 389 ]             | [ 389 ]            | [ 390 ]            | [ 373 ]                    |                     | Jefe adjunto al Departamento de Tareas Especiales |
| Mirza Kezevadze       | [ 391 ]                   |                    |                         | [ 389 ]             | [ 389 ]            | [ 390 ]            |                            | [ 393 ]             | Jefe adjunto al Departamento de Tareas Especiales |
| Konstantine Morgoshia | [ 391 ]                   |                    |                         |                     |                    |                    |                            |                     | Cofundador de Alt-Info                            |
| Zurab Makharadze      | [ 391 ]                   |                    |                         |                     |                    |                    |                            |                     | Socio de Alt-Info                                 |